# Legionslager Bonn

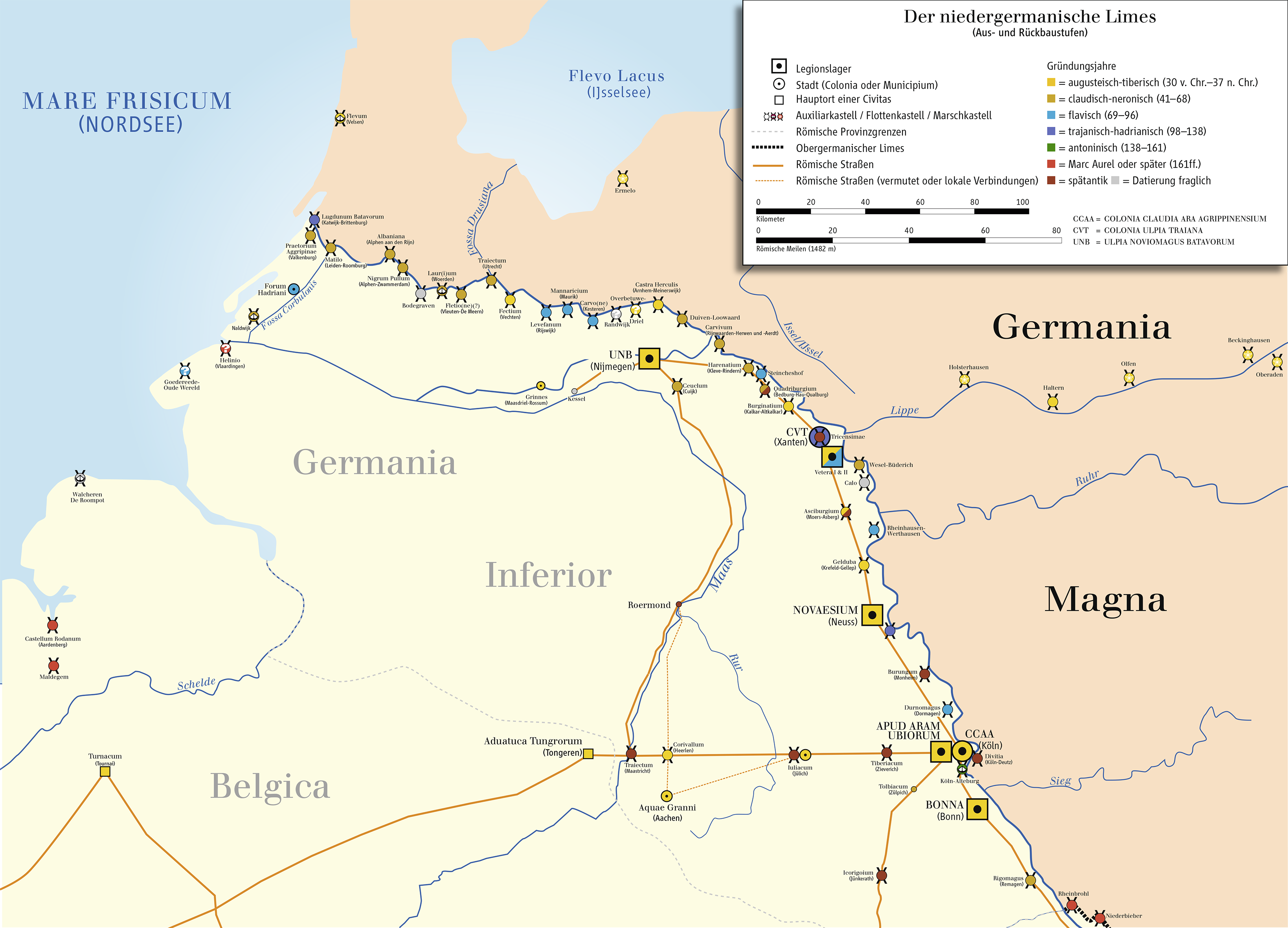
Der Niedergermanische Limes (Bonn rechts unten auf der Karte)

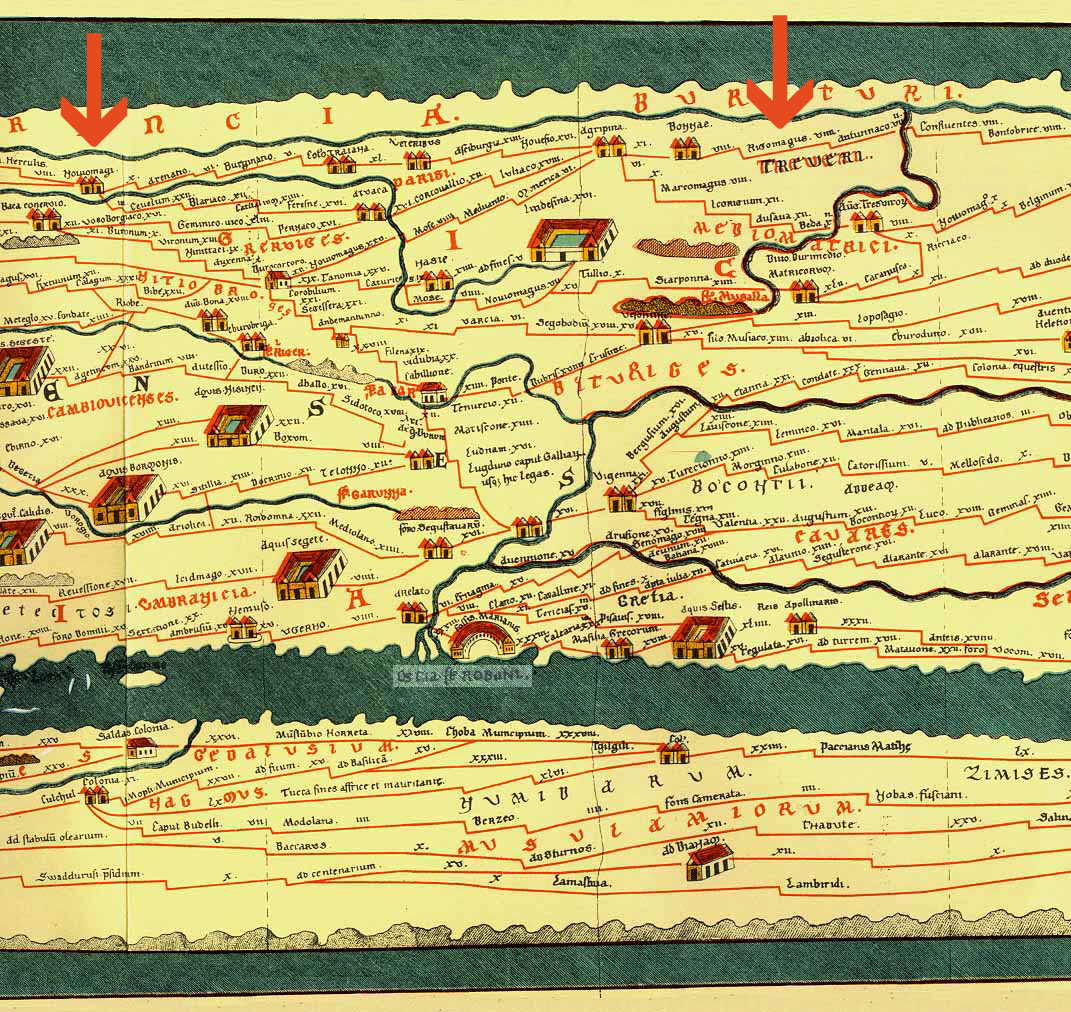
Südlicher Abschnitt des Niedergermanischen Limes (zwischen VLPIA NOVIOMAGVS BATAVORVM und RIGOMAGVS, BONNAE Mitte oben rechts dargestellt) auf der Tabula Peutingeriana

Das Legionslager Bonn, auch als Castra Bonnensis oder Castra Bonnensia bezeichnet, der Siedlungsplatz selbst auch einfach als Bonna, war ein römisches Militärlager (nebst seinen Zivilsiedlungen – den Canabae Legionis und dem Vicus – sowie seinen externen infrastrukturellen Installationen) während der Besetzung des Rheinlandes zwischen dem ersten und dem fünften Jahrhundert unserer Zeitrechnung auf dem Gebiet der heutigen Stadt Bonn. Wenige obertägige und zahlreiche untertägige Hinterlassenschaften dieser Zeit im Stadtgebiet künden noch heute von dieser Epoche. Hinzu kommt, dass durch die mehr als zweihundertjährige Tätigkeit des heutigen LVR-Landesmuseums Bonn und seiner Vorgängerinstitutionen sowie des Vereins von Altertumsfreunden im Rheinlande die römische Vergangenheit der Stadt schon seit den 1820er Jahren intensiv und kontinuierlich erforscht wurde und wird. Bonn ist neben Köln (Colonia Claudia Ara Agrippinensium), Neuss (Novaesium) und Xanten (Vetera und Colonia Ulpia Traiana) einer der größten und bedeutendsten militärischen und zivilen römischen Siedlungsplätze des Rheinlands sowie Bestandteil des Niedergermanischen Limes, der 2021 den Status des UNESCO-Weltkulturerbes erhielt.

## Lage
Entsprechend ihrer Größe, Vielfalt und Bedeutung sowie der unterschiedlichen Zeitstellungen der militärischen Installationen, Zivilsiedlungen und infrastrukturellen Anlagen erstrecken sich die Befunde des antiken Bonns im heutigen siedlungsgeographischen Bild großflächig im Stadtgebiet und darüber hinaus auf den Gebieten angrenzender Gemeinden. Das Legionslager selbst befand sich im Bereich zwischen den heutigen Straßen Augustusring und Rosental bzw. Graurheindorfer Straße und Rheinufer, sein Zentrum lag im Kreuzungsbereich der Römerstraße mit der Nordstraße/Badener Straße. Der Verlauf der Via principalis (Lagerquerstraße) entspricht fast exakt dem Verlauf der heutigen Römerstraße. Die Canabae Legionis begannen unmittelbar südlich des Lagers an der heutigen Wachsbleiche und erstreckten sich in südlicher Richtung bis zum Gelände des Collegium Albertinum in der Bonner Südstadt. Als westliche Begrenzungslinien gelten die Straßenzüge Kölnstraße, Bonngasse und Sternstraße, östlich dehnte sich das Areal bis zum Rhein aus. Die Bereiche sind und waren auch in antiker Zeit mit ihrer Lage von mehr als 60 Metern über dem Meeresspiegel selbst bei Überschwemmungssituationen des Rheins hochwasserfrei. Ein weitläufiger, sogenannter Vicus Bonnensis (eine moderne Wortschöpfung) entstand unabhängig von den Canabae Legionis als zweite Zivilsiedlung weiter südlich im Bereich des ehemaligen Regierungsviertels.
Geographisch/topographisch gehört der Bonner Raum zum südlichen Zipfel der Kölner Bucht, bevor diese ins Rheintal übergeht. Dieser Übergangsbereich wird von den nördlichen Ausläufern des Rheinischen Schiefergebirges beschirmt, im Westen von den Hügeln der Ville, im Osten, auf der anderen Rheinseite, von den nördlichen Ausläufern des Siebengebirges. Diese Lage bewirkt (und bewirkte auch schon in römischer Zeit) ein ausgeglichenes Klima mit mäßigem Niederschlag und milden Wintern. Angeschwemmte Rheinsedimente und aus dem Nordwesten angewehte Lösse sorgten für fruchtbare Ackerböden. Der dritte siedlungsbegünstigende Faktor sind die Altarme des früher noch stark mäanderndes Rheins, die so genannte Gumme, durch deren Schleifen hochwasserfreie und damit siedlungsfreundliche, inselartige Höhenrücken in der Region geschaffen wurden.
Historisch befand sich das römische Bonn im Gebiet der Ubier, eines ursprünglich im rechtsrheinischen Gebiet siedelnden Germanenstamms, der von dem römischen Feldherrn Marcus Vipsanius Agrippa während einer seiner Statthalterschaften in Gallien (um 39/38 und um 20/19 v. u. Z.) auf das linke Ufer der Kölner Bucht in den römischen Herrschaftsbereich umgesiedelt wurde.

## Vorrömische Besiedlung

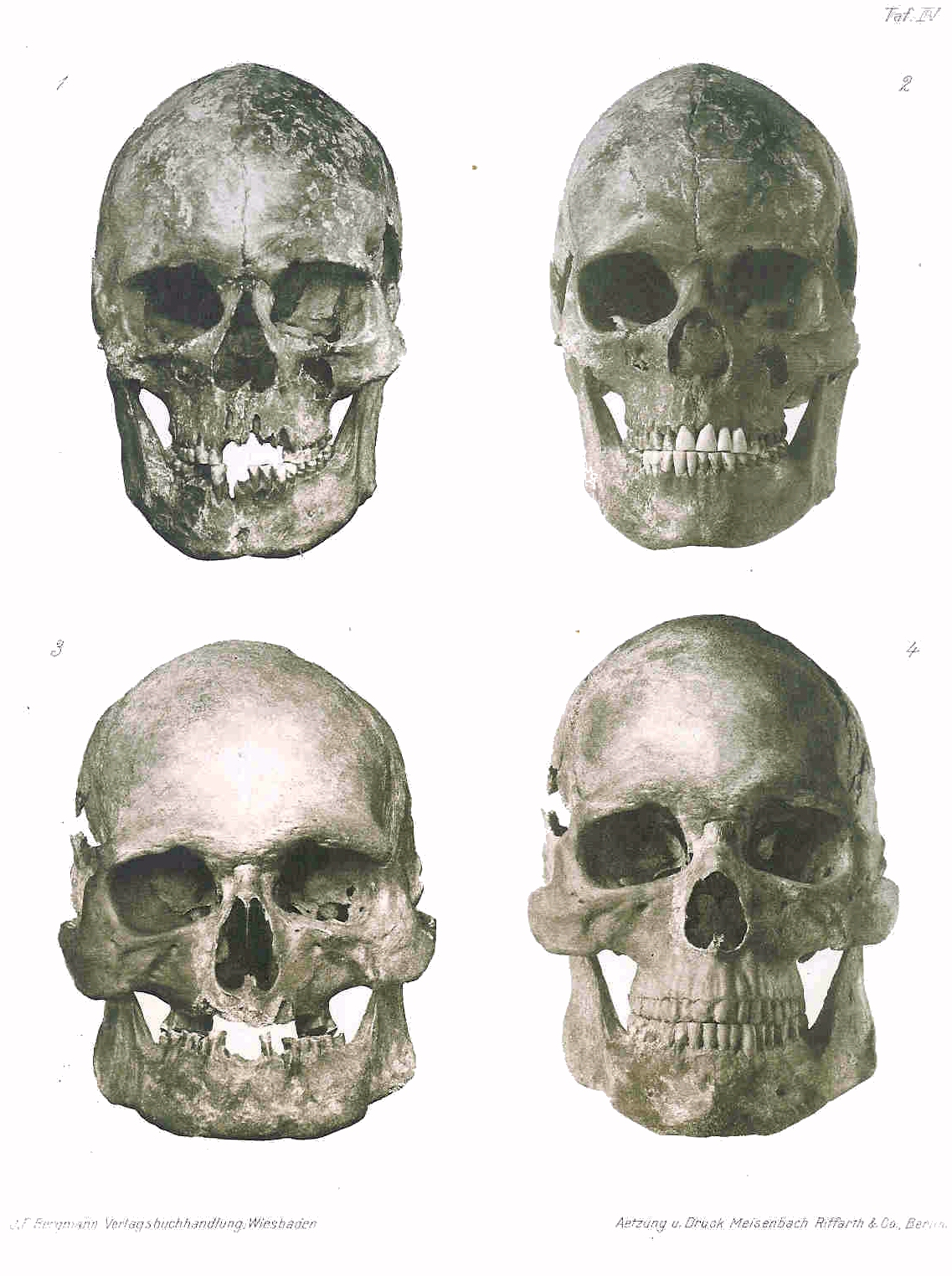
Homo-sapiens-Paar aus Oberkassel
(rund 11.000 v. u. Z.)

Die vorrömische Geschichte Bonns geht bis in die jüngere Altsteinzeit, in die Zeit um 11.000 v. u. Z. zurück und weist im Ortsteil Oberkassel die früheste Präsenz des Homo sapiens innerhalb Deutschlands auf.
In der Jungsteinzeit, mit der beginnenden Sesshaftwerdung des Menschen, entwickelte sich ab etwa 5500 v. u. Z. eine zunehmende Siedlungsaktivität auf dem Bonner Gebiet, auf dem inzwischen 62 jungsteinzeitliche Siedlungsplätze bekannt sind, die sich vorrangig an den Wasserläufen und an der Gumme entwickelten. Eine Wallanlage der Michelsberger Kultur auf dem Venusberg ist hierbei von besonderer Bedeutung. Nach einer fast fundleeren Bronzezeit nehmen zu Beginn der Hallstattzeit und dann besonders im La Tène die Siedlungsaktivitäten wieder deutlich zu.
Lange Zeit war man der Meinung, dass der Raum siedlungsleer gewesen sei, nachdem Gaius Iulius Caesar den bis dahin dort lebenden Stammesverband der Eburonen bei einem Rachefeldzug ausgelöscht hatte. Thomas Fischer und Marcus Trier weisen jedoch darauf hin, dass nach neuerem Kenntnisstand die Eburonen nicht im Köln-Bonner Raum, sondern weiter westlich, im Gebiet der heutigen Staaten Belgien und Niederlande gesiedelt hätten. Pollenanalysen zeigen aber einen zwischenzeitlichen Rückgang der Ackerbaupflanzen und ein erneutes Vordringen der Wälder. In jedem Fall wurden, vermutlich während einer der beiden Statthalterschaften des Marcus Vipsanius Agrippa, die zuvor rechtsrheinisch siedelnden und dort von ihren Nachbarn bedrängten Ubier in dieser Region angesiedelt. Ob dies während der ersten oder der zweiten Statthalterschaft des Agrippa, als kontinuierlicher Prozess oder in mehreren Schüben erfolgte, ist ungeklärt und wird in der Forschung diskutiert.

## Quellen

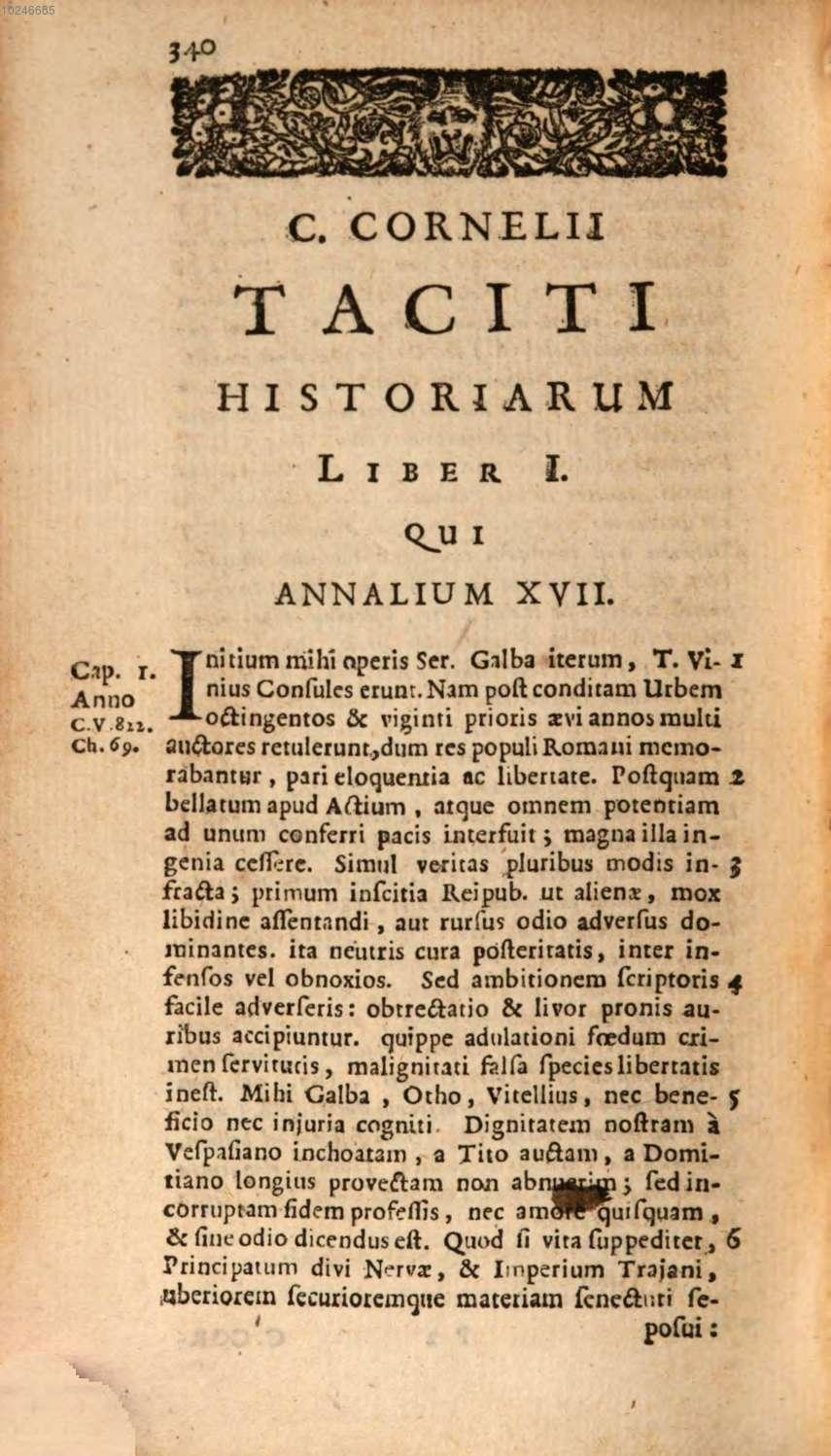
Tacitus’ Historien
Niederländische Edition
von 1687

## Forschungsgeschichte

Erste archäologische Ausgrabung in Bonn (1818)

Lageplan derselben Grabung von H.B. Hundeshagen (1823)

Erst nach der Entfaltung der Renaissance und des Humanismus auch nördlich der Alpen, der Erfindung des Buchdrucks und der Entwicklung humanistischer Bildungsideale erwachte in der zweiten Hälfte des 16. Jahrhunderts wieder das Interesse an der antiken Vergangenheit. Durch Justus Lipsius (1547–1606) ist ein Brief des Diakons am Cassiusstift, Jacobus Campius († 1609), an den französischen Philologen Franciscus Modius (1536–1597) aus dem Jahre 1582 überliefert, in dem sich Campius mit den römischen Hinterlassenschaften und Inschriften Bonns auseinandersetzt. Nur wenig später, 1616, stellte der niederländische Historiker und Kartograph Petrus Bertius (1565–1629) die antiken Quellen Bonns zusammen. Der Ausbau Bonns zur Kurkölnischen Residenzstadt Anfang des 18. Jahrhunderts förderte zahlreiche römische Funde und Befunde zu Tage, beflügelte das Interesse an diesen Dingen und führte zu den ersten größeren Privatsammlungen, namentlich die des Canonicus Franz Pick (1750 bis 1817) und des Arztes Johann Heinrich Crevelt (1751–1818), die später die Basis der Sammlungen des Rheinischen Landesmuseums bilden sollten.
Die erste planmäßige Ausgrabung auf Bonner Stadtgebiet (Am Wichelshof) war für 1817 projektiert und wurde 1818/1819 unter der Leitung des Gymnasiallehrers Karl Ruckstuhl (1788–1831) und unter Beteiligung der soeben gegründeten Preußischen Rhein-Universität realisiert. Noch 1819 publizierte Ruckstuhl einen ersten Grabungsvorbericht. Eine vollständige und wissenschaftlichen Ansprüchen genügende Publikation erfolgte erst 1823 durch Wilhelm Dorow. Helfrich Bernhard Hundeshagen, der auch an den Ausgrabungen teilgenommen hatte, fertigte die Zeichnungen und Übersichtspläne.
Dorow war auch derjenige gewesen, in dem der preußische Staatskanzler Karl August von Hardenberg genügend Kompetenz entdeckt hatte, um ihn zum ersten Direktor des 1820 gegründeten „Antiquitätenkabinetts Rheinisch-Westphälischer Alterthümer“ zu berufen, auch „Museum vaterländischer Alterthümer“ genannt, das die Keimzelle des Rheinischen Landesmuseums ist. Gleichzeitig wurden Dorow Kompetenzen der Art eingeräumt, die man heute als Bodendenkmalpflege kennt.
In Folge des offenbar schon damals ausgeprägten „Rheinischen Klüngels“, der zu einem Kompetenzgerangel zwischen Museum und Universität führte, währte Dorows Tätigkeit in Bonn nur anderthalb Jahre, in denen er jedoch prägend und perspektivisch wirkte. Nach seiner Abberufung erlahmte das Interesse der Institutionen an weiteren Ausgrabungen, obschon in den 1830er bis 1860er Jahren, bedingt durch zahlreiche Neubauten, ständig neue römische Artefakte zu Tage traten. Als Reaktion auf diese Passivität gründeten die weiterhin an ihrer Vergangenheit interessierten Bonner und andere rheinische Bürger 1841 den Verein von Alterthumsfreunden im Rheinlande mit Sitz in Bonn, der sich der Förderung archäologischer Forschung und deren Publikation verschrieb. Seit 1842 bis heute gibt der Verein die Bonner Jahrbücher heraus, die längst zu einer der großen, unverzichtbaren Publikationsreihen der Archäologie avanciert sind.
Durch umfangreiche Neubaumaßnahmen in ehemals römisch besiedelten Bereichen wurden ab 1876 weitere großflächige Ausgrabungen notwendig, derer sich Ernst aus’m Weerth, der Direktor des seit 1876 „Provinzialmuseum“ genannten Bonner Museums, und der preußische General im Ruhestand Carl Johann von Veith, ein archäologischer Autodidakt, annahmen. Die Feldarbeiten dauerten bis in die 1880er Jahre und schufen erstmals ein klares Bild der römischen Topographie der Stadt Bonn, das im Wesentlichen bis heute gültig geblieben ist. Die Grabungsresultate wurden 1888 publiziert.
Ende des 19./Anfang des 20. Jahrhunderts standen weitere Untersuchungen an, die durch größere Baumaßnahmen wie den Bau der Rheinbrücke zwischen Bonn und Beuel und die damit verbundene Neugestaltung der Rheinfront (seit 1898), den Bau der Nordschule (1903) und die Anlage des Augustusrings (1905) verursacht wurden. Leiter der Ausgrabungen wurde Constantin Koenen, der zuvor mit seinen Arbeiten in Novaesium (Neuss) brilliert hatte und dem im Rahmen der Bonner Untersuchungen eine gute Dokumentation und einige Detailbeobachtungen zu verdanken sind.
1925 erschien im Auftrag der Altertumsfreunde eine zusammenfassende Darstellung des römischen Bonn von Emil Sadée, die bis 1958 gültig blieb. Weitere Ausgrabungen fanden 1926 statt, bei denen im Bereich der Universität die Reste der Legionsziegelei entdeckt wurden. 1929 folgten Untersuchungen im Bereich des Münsters und der 1812 abgerissenen Martinskirche, bei denen sowohl eine römische Tempelanlage und Teile eines Gräberfeldes als auch die Spuren frühmittelalterlicher christlicher Kultgebäude aufgedeckt wurden. Die Untersuchung gilt als erste Kirchengrabung des Rheinlands und als Grundlegung für die Entwicklung der Archäologie des Mittelalters. Kurz vor dem Beginn des Zweiten Weltkriegs wurden bei Bauarbeiten im Bereich Augustusring/Rheinufer sowie an der Graurheindorfer Straße Abschnitte der Wehrmauer des Legionslagers freigelegt. Selbst während des Krieges kam es durch den Aushub von Löschteichen zur Freilegung römischer und mittelalterlicher Befunde.
Nach dem Krieg und nicht zuletzt durch die Ernennung Bonns zur Bundeshauptstadt kam es zu umfangreichen Wiederaufbau- und Neubaumaßnahmen, durch die nahezu die gesamte Bonner Innenstadt überbaut und versiegelt wurde. Teilweise konnten diese Aktivitäten durch bauvorgreifende oder -überwachende Maßnahmen kontrolliert werden, teilweise fanden sie aber auch ohne Hinzuziehung der Bonner Denkmalbehörde statt. Die letzten größeren, länger andauernden Ausgrabungen fanden Anfang der 1970er Jahre statt. Aber auch danach wurden durch den Bau von Tiefgaragen, Hotels und größeren Geschäftshäusern, die Innenstadtsanierung und nicht zuletzt die Neugestaltung des ehemaligen Regierungsviertels immer wieder archäologische Ausgrabungen erforderlich, wobei man sich in den letzten Jahrzehnten bemühte, einzelne Spots an der Geländeoberfläche oder in Kellergeschossen zu restaurieren. Seit 1989 bis zu seiner Pensionierung 2012 zeichnete Michael Gechter für die Bonner Bodendenkmalpflege verantwortlich. Seinen zahlreichen Publikationen und den Grabungsergebnissen einer mehr als 200-jährigen archäologischen Tradition ist es zu verdanken, dass das Legionslager Bonn heute zu den bestuntersuchten Legionslagern des Imperiums zählt.

## Archäologische Befunde

### Frührömische Militärpräsenz (16 bis 12 v. u. Z.)
Ausweislich des Fundmaterials muss zwischen 16 v. u. Z. und 12 v. u. Z. in Bonn eine kleine Militäreinheit gelegen haben, für die jedoch neben den Funden keine zwingenden archäologischen Befunde vorliegen. Analog zu vergleichbaren Militärstationen am Rhein wird es sich vermutlich um Exploratores (Kundschafter) zur Vorbereitung der Drususoffensive der Jahre 12 v. u. Z. bis 9 v. u. Z. gehandelt haben. Die kleine Truppe in der Stärke von maximal einer Zenturie (80 Mann) siedelte sich innerhalb der ubischen Siedlung an. Die Funde weisen darauf hin, dass es in diesem Bereich möglicherweise auch über die Drususoffensive hinaus, bis zur Errichtung des Auxiliarlagers ständig eine militärische Präsenz, vielleicht auch mit reduzierter Stärke, gegeben haben könnte.
Letztlich ist die Situation dieser Übergangszeit nicht endgültig gesichert und man findet in der Literatur auch die Hypothese, dass es zwischen der frühen Militärpräsenz und der Errichtung des Militärlagers keine militärischen Aktivitäten gegeben habe.

### Auxiliarlager (17 bis 43 u. Z.)

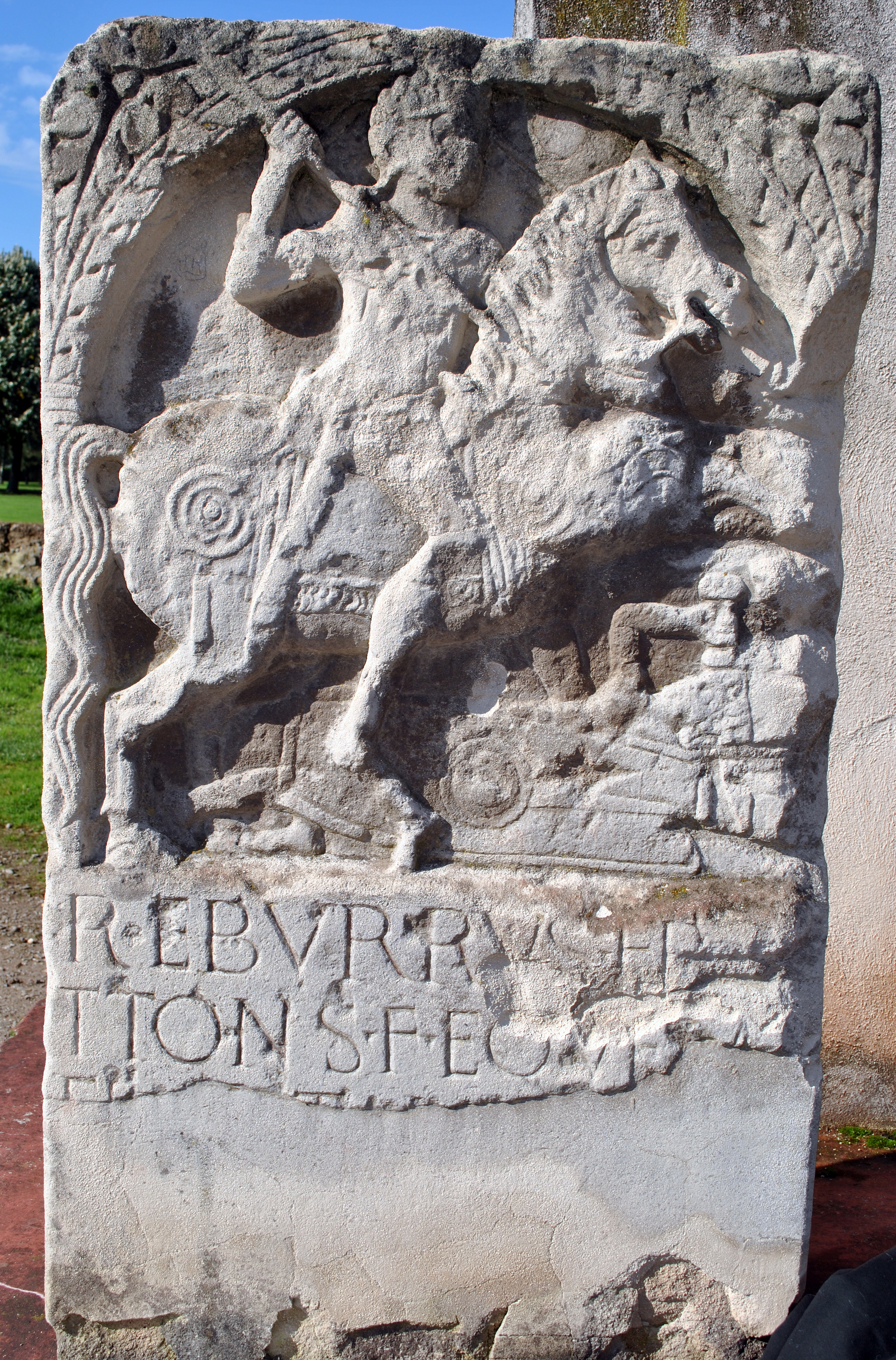
Kopie des Grabsteins des in Bonn bestatteten Reiters Reburrus im APX

Aufgrund etlicher augusteisch-frühtiberischer Funde, die nicht zur Chronologie sowie den Befundsituationen des Legionslagers und der frührömischen Militärstation passten, war schon lange die Existenz eines separaten Auxiliarlagers auf dem Gebiet der Stadt Bonn vermutet, jedoch immer an den falschen Stellen gesucht worden. Erste konkrete Befunde stellten sich erst 1983 im Bereich der heutigen Theaterarkaden ein, wo Reste von Mannschaftsbaracken identifiziert wurden. Diese Befunde wurden 1987 beim Bau des heutigen Hilton Hotels zwischen Doetschstraße und Moses-Hess-Ufer bestätigt, als man eine drei Meter breite Holz-Erde-Mauer mit vorgelagertem doppelten Spitzgraben aufdeckte, deren Ausrichtung mit den Fluchten der 1983 gefundenen Kasernen übereinstimmte.
Die Wehrmauer wurde mittels zweier im Abstand von drei Metern in den Boden eingebrachter und dort mit Pfosten fixierter Fachwerkrahmen gebildet, die zusätzlich mit Querverstrebungen miteinander verbunden waren. In dieses, außen mit durch Flechtwerk stabilisierten Lehm verschalte Mauerskelett, wurde der aus den Gräben entnommene Erdaushub eingestampft. Außen vor der Mauer folgte nach einer rund ein Meter breiten Berme ein doppelter Spitzgraben, dessen einzelne Gräben jeweils zwei Meter tief und vier Meter breit waren. Der Grundriss dieses Lagers wird an seiner Rheinfront eine gerade Linie gebildet, zu den anderen Seiten hin eine polygonale Form besessen haben. Insgesamt werden vier Lagertore vermutet: eins zum Rheinufer hin, jeweils eines an den nördlichen und südlichen Enden des Lagers und eines im Westen.
Im Bereich der Theaterarkaden ließen sich die Überbauung der ubischen Gebäude durch die Anlagen des Auxiliarlagers, insbesondere dessen Mannschaftsbaracken mit ihren Contubernien nachweisen. Auch bei den komplexen Befunden am Collegium Albertinum konnten (jedoch nur geringe) Bauspuren einer militärischen Präsenz in der ersten Hälfte des ersten Jahrhunderts nachgewiesen werden. Ausweislich von Inschriftensteinen handelt es sich hierbei möglicherweise um Spuren einer seit Beginn der 20er Jahre bestehenden, separaten militärischen Verwaltungseinrichtung, in der abkommandierte Legionssoldaten aus anderen Standorten ihren Dienst verrichteten (siehe weiter unten).
Aufgrund zweier an der Adenauerallee gefundenen Grabsteine stellte Michael Gechter die Hypothese auf, welche beiden Einheiten das Auxiliarkastell belegt haben könnten. Der Grabstein des Reburrus verweise auf die Ala I Tungrorum Frontoniana und der Stein des Mucasius auf die Cohors I Thracum Germanica. Die Ala I Tungrorum Frontoniana war im Gebiet der Tungrer (bei der heutigen belgischen Stadt Tongeren) rekrutiert worden und hatte den Beinamen ihres ersten Kommandeurs Frontonius erhalten. Unmittelbar nach ihrer Aufstellung wurde sie nach Bonn verlegt und anschließend, in frühclaudischer Zeit nach Asciburgium (Moers-Asberg) abkommandiert. Die Cohors I Thracum Germanica kam ebenfalls direkt vom Ort ihrer Aushebung (in der Provinz Thracia) nach Bonn. Spätestens in neronischer Zeit wurde sie nach Vetera (Xanten) verlegt.

### Legionslager (Castrum)
Vom Bonner Legionslager konnten insgesamt bis zu sieben Bauphasen nachgewiesen werden: zwei Holzbauphasen für die vorflavische Zeit, bis zu drei Steinbauphasen für die hohe Kaiserzeit und nochmal zwei Steinbauphasen für die Spätantike. In allen Perioden war es mit seiner Prätorialfront (Vorderfront) in östliche Richtung, zum Rhein hin ausgerichtet.
Aus der Zeit des claudisch-neronischen Holz-Erde-Lagers sind nur wenige Befunde bekannt. Berechnungen ergaben, dass zur Konstruktion eines Kastells dieser Größenordnung rund 10.000 Eichen gefällt werden mussten. Inschriftlich gesichert ist eine Umbauphase in den Jahren 52 bis 54, wobei der Umbau wiederum in Holz-Erde-Technik erfolgte. Während des Bataveraufstands der Jahre 69/70 wurde das Militärlager durch Feuer vernichtet.
Vermutlich noch im Jahr 70 begann der Wiederaufbau in Stein. Die Bauarbeiten wurden im Jahr 79 abgeschlossen. In seinen Steinbauphasen hatte das Legionslager einen nahezu quadratischen Grundriss von 528 m mal 524 m, womit es eine Gesamtfläche von 27,67 Hektar bedeckte und damit das größte Einzellegionslager des Imperiums war. Seine Dimensionen waren zur Unterbringung einer Legion und zweier Auxilia geschaffen worden, einer Ala (Eskadron der Kavallerie neben der regulären, 120 Mann starken Legionsreiterei) und einer Kohorte (Infanteriebataillon), also für insgesamt rund 7000 Mann. In der ersten und zweiten Steinbauphase folgte die Innenaufteilung einem festen Schema: durch die Via principalis in Praetentura (vorderer Lagerteil) und Retentura (rückwärtiger Lagerteil) aufgegliedert, gab es für diese Lagerteile jeweils drei durch parallel zur Via principalis verlaufende Lagerwege voneinander getrennte, sogenannte Scamna (Singular Scamnum = Bebauungsstreifen).
Für die Zeit um 235 lässt sich inschriftlich ein Umbau feststellen, jedoch hat sich dieses epigrafische Zeugnis bislang nicht im archäologischen Befund widergespiegelt. Während der Frankeneinfälle um 274/275 wurde zwar die Lagervorstadt, nicht jedoch das Kastell selbst zerstört. Änderungen erfolgten unter Diokletian in den 280er Jahren, wobei das Lager seine ursprüngliche Umfassung beibehielt, aber infolge der diokletianischen Heeresreform, welche die Mannschaftsstärke der Legionen auf 1000 bis 2000 Mann begrenzte, nur noch zur Unterbringung von 1000 Mann Limitanei diente, die sich aber immer noch „Legion“ nannten. Wahrscheinlich lebten ab dieser Zeit die überlebenden Zivilisten mit im Militärlager, da sich die militärischen Innenbauten nun auf den nordwestlichen Bereich der Befestigungsfläche beschränkte. Ob eine zusätzliche Mauer den militärischen vom zivilen Bereich trennte ist nicht geklärt, es gibt jedoch Indizien dafür. Dieses spätantike Legionslager wurde im Rahmen neuerlicher Germaneneinfälle in den Jahren 353 bis 355 zerstört. Vermutlich in Zusammenhang mit diesem Ereignis steht der Fund eines Massengrabes innerhalb der Festung, das aus einem mit Skeletten gefüllten Brunnen besteht und numismatisch auf das Jahr 353 datiert werden konnte. Offenbar waren Gefallene oder Schwerverwundete einfach in den Brunnen geworfen worden.

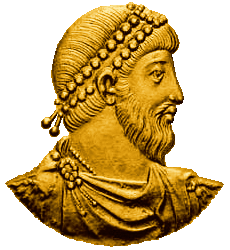
Porträt des Julian auf einer Münze aus Antiochia (360 bis 363)

Unter Julianus wurde um 359 der Wiederaufbau vorgenommen.

#### Umwehrung und Lagertore
In seiner frühesten Zeit (um 35 bis 69/70) war das Lager von einer drei Meter breiten Holz-Erde-Mauer umgeben. Zwischen zwei hölzernen, miteinander querverstrebten und mittels Pfosten im Erdreich fixierten Fachwerkrahmen, deren Gefache mit Lehm und Geflecht gefüllt waren, wurde der Aushub der Gräben eingestampft. Zuvor war die Humusschicht entfernt und auf dem anstehenden Boden Holzbalken als Fundamentierung verlegt worden. Vor der Mauer verlief vermutlich ein doppelter Spitzgraben, von dem jedoch nur die Innenkante des inneren Grabens archäologisch erfasst werden konnte.
Im Rahmen der Wiedererrichtung des Kastells ab dem Jahr 70 wurde die Holz-Erde Mauer durch eine 1,50 m breite Steinmauer ersetzt, deren Fundament eine Kiesschüttung bildete. Hinter der Steinmauer wurde ein Erdwall (Agger) angeschüttet, der den Wehrgang trug. Der Agger wurde grundsätzlich auf dem anstehenden Boden nach Räumung der Humusschicht und Einbringung eine Fundamentierung aus rechtwinklig zur Mauer verlegten Holzbalken aufgetragen. In Bonn betrug seine Breite an der Basis elf Meter bei einer Neigung betrug 45°. Die so angeschrägte Innenseite war mit Rasensoden gegen Erosion geschützt. Bei diesen Basismaßen müsste der Wehrgang in einer Höhe von fünf Metern verlaufen sein, die von der Mauer als Brustwehr noch einmal um 1,20 m überragt wurde. Hinzu kamen die mit 0,60 m Höhe anzunehmenden Zinnen, so dass man von einer Gesamthöhe der Umwehrung von bis zu sieben Metern ausgehen kann. Vor der Mauer verlief nach einer nur einen Meter breiten Berme möglicherweise ein doppelter Spitzgraben, von dem aber nur die Innenkante des ersten Grabens erfasst werden konnte, da die darüber hinaus gehenden Bereiche durch das spätantike Verteidigungssystem gestört waren. Davor befand sich rund um das Lager ein 200 Meter breiter, unbesiedelter Sicherungsstreifen. Auf der Innenseite, hinter dem Agger verlief die Via sagularis (Lagerringstraße) die den kompletten Bereich der Innenbauten umrundete. Auf ihrer rückwärtigen Seite befanden konnten links und rechts der Porta decumana (rückwärtiges Lagertor = Westtor) zwei Latrinengebäude, westlich der Porta principalis sinistra (linkes Seitentor = Nordtor) ein weiteres nachgewiesen werden. Diese drei Latrinen waren unmittelbar an den Agger gesetzt worden.
Ungewöhnlich ist das Fehlen von Türmen in der Kaiserzeit (bis auf die Tortürme). Bis 1983 waren die längs der Mauer im Abstand von rund 50 m errichteten Türme als die des kaiserzeitlichen Lagers interpretiert worden. Es stellte sich jedoch heraus, dass alle Türme erst der spätantiken, julianischen Anlage angehörten. Für die gesamte Zeit von der Kastellgründung bis zum Jahr 353 konnten weder Eck- noch Zwischentürme identifiziert werden, weder in Holz- noch in Steinbauweise.
Von den üblichen vier Lagertoren konnten nur die Porta principalis sinistra und die Porta principalis dextra (rechtes Seitentor = Südtor), sowie ansatzweise die Porta decumana untersucht werden. Zum Zeitpunkt der Aufdeckung waren die Befunde bereits durch die Straßenkanalisation schwer gestört. Es handelte sich um den üblichen Bautyp, der von zwei Tortürmen flankiert wurde, die durch eine Torbrücke miteinander verbunden waren. Die Türme waren auf eine 25 m mal 8 m messende Fundamentplatte gesetzt worden. Die Durchfahrt war zweiflügelig, die Flügel waren durch ein festes Mittelstück getrennt.

#### Principia
Die Principia (Stabsgebäude) waren das Verwaltungszentrum jeder militärisch selbständigen Einheit. Hier wurden alle mit der Garnison zusammenhängende Administrationsarbeiten erledigt. Die Principia von Bonn befanden sich im Zentrum des vierten Scamnums (siehe oben), unmittelbar südlich des Kreuzungspunkts von Via principalis (Lagerquerstraße) und Via praetorie (Lagerhauptstraße), und damit im Zentrum des Lagers. Sie maßen 96 m mal 74 m (= 7104 m²) und waren ein dreigliedriger Baukörper, dessen monumental gestalteter Eingang in einen Innenhof führte, der an drei Seiten von Büros umgeben war und mit den Büroräumen 64 m mal 74 m (= 4736 m²) in Anspruch nahm. An der vierten Seite des Hofes schloss sich die 20 m mal 74 m (= 1480 m²) große, ebenfalls von Verwaltungsräumen flankierte Basilika an. Abgeschlossen wurde der Gebäudekomplex von einer 12 m mal 74 m (= 888 m²) messenden Raumreihe, deren Zentrum das Fahnenheiligtum bildete. In den Büroräumlichkeiten wurden sämtliche Administrationsaufgaben (Personalverwaltung, Zahlmeisterei, Logistik, Wirtschaftsbetriebe, Außenkommandos etc.) abgewickelt. Der eigentliche Innenhof diente mit einer Freifläche von 2680 m² zur Abhaltung von Ansprachen, Versammlungen und Opfern, wobei er zu klein war, um dazu die gesamte Legion antreten zu lassen. Die Basilika war ein dreischiffiges Hallengebäude (acht Meter breites Mittelschiff, je sechs Meter breite Hauptschiffe), das ebenfalls für Ansprachen genutzt wurde. Das Fahnenheiligtum diente der Aufbewahrung der Legionsstandarten und Ehrenzeichen, als Weihestätte der Hauptgottheiten und des Kaiserkults. In ihrem Keller befanden sich die Truppenkasse und wichtige Dokumente.

#### Praetorium und andere Offiziers- und Unteroffiziersgebäude
Unmittelbar rechts neben den Principia befand sich das Praetorium, das Wohngebäude des Kommandanten. Es gehörte mit einer Fläche von rund 4400 m² zu den kleineren Anlagen seines Typs, ähnlich kleine Legionspraetoria sind auch in Vetera und Carnuntum nachgewiesen worden. Im heutigen Straßenbild liegt es in einem Bereich der vom Straßenverlauf Römerstraße/Nordstraße/Drususstraße eingegrenzt wird.
Die Unterkunft des Kommandeurs der Ala befand sich im zweiten Scamnum, wo auch die Unterkünfte und Stallungen seiner Einheit untergebracht waren. Es lag links der Via praetoria, gegenüber den Thermen. Das Bauwerk ist bereits im 19. Jahrhundert ausgegraben worden und nahm mit seinen Abmessungen von 64 m mal 40 m eine Fläche von 2560 m² ein. Da die Ala eine selbständig operierende Einheit war, diente das Gebäude vermutlich nicht als reines Wohngebäude, sondern beinhaltete auch Verwaltungsräume. Im heutigen Stadtbild ist seine Lage in dem Bereich zu verorten, in dem die „Badener Straße“ die Straßen „Am Wichelshof“ und „Welrichsweg“ kreuzt.
Die Unterkünfte der Stabsoffiziere (ein Tribunus militium laticlavius (senatorischer Tribun), fünf Tribuni militium augusticlavii (ritterliche Tribunen) und der Praefectus castrorum (Lagerkommandant)) erstreckten sich im dritten Scamnum gegenüber den Principia, auf der östlichen Seite der Via principalis über die gesamte Breite des Lagers. Die kleinen Palästen ähnelnden, mit Innenhöfen versehenen Bauten, beanspruchten mit ihren Abmessungen von 45 m mal 40 m eine Fläche von 1800 m² pro Gebäude und waren damit im Vergleich zu anderen Legionslagern relativ groß, da die durchschnittliche Fläche von Tribunenhäusern allgemein nur bei 1400 bis 1500 m² lag.
Bei Bauarbeiten im Jahr 1949 wurden im fünften Scamnum, hinter den Principia und dem Praetorium, rechts gegenüber dem Valetudinarium ein in zahlreiche Kammern unterteilter Gebäudekomplex entdeckt, der insgesamt 6400 m² in Anspruch nahm. Das Bauwerk wird als Sammelunterkunft von Immunes interpretiert, Diensträngen zwischen gehobenen Mannschaftsdienstgraden und Unteroffizieren, die für besondere Aufgaben (Capsarii (Sanitäter), Ballistrarii (Geschützbedienungen) etc.) vom normalen Dienst befreit waren.

#### Funktionsgebäude
Unter Funktionsgebäuden sind alle Bauten zu verstehen, die nicht als Unterkunft, sondern zu logistischen, wirtschaftlichen, handwerklichen und sanitären Zwecken dienten.
- Horrea und Magazingebäude
Logistisch bedeutsam waren in Bonn die Horrea (Getreidespeicher) und ein Magazinbau. In der römischen Armee war es Vorschrift, mindestens einen Jahresvorrat an Getreide vorzuhalten.[45] Die Bonner Horrea lagen im ersten Scamnum, jeweils zwei zu beiden Seiten der Via praetoria unmittelbar schräg gegenüber der Porta praetoria. Um das Gewicht der eingelagerten Getreidemassen zu tragen und das Getreide vor Schädlingen zu schützen, waren bei den Horrea besondere baulich Maßnahmen erforderlich. Sie mussten hoch liegen, um Nagetieren den Zugang zu erschweren, und aufgrund dieser Hochlagerung musste der Boden mit Substruktionen aus Steinblöcken gestützt werden. Ferner benötigten sie, ebenfalls aus statischen Gründen, besonders starke Außenmauern. In Bonn waren die insgesamt vier Horrea annähernd baugleich. Sie waren jeweils 36 m lang und 11 m breit (= 396 m²) und mit drei- bis fünfreihigen, steinernen Substruktionen unterfangen. An den Längsseiten waren die Außenmauern im Abstand von vier Metern mit vorspringenden Steinstützen stabilisiert. Unmittelbar südlich der beiden rechts der Via praetoria gelegenen Horrea war schon zu Beginn des 19. Jahrhunderts ein noch im ersten Scamnum gelegener Gebäudekomplex ausgegraben worden, der seinerzeit den wildesten Spekulationen ausgesetzt war, von dem wir aber heute wissen, dass es sich um ein Magazingebäude handelt. Der gesamte Gebäudekomplex belegt eine Grundfläche von 44 m mal 34 m (= 1496 m²). In seinem Inneren befinden sich vier 40 m lange Raumfluchten zu jeweils 17 Kammern. Eine fünfte Raumreihe schließt sich im östlichen Außenbereich an. Auf der anderen, der linken Seite der Via praetoria wurde ein Wirtschaftsgebäude vom sogenannte Basartyp freigelegt,[45] ein Gebäudekomplex mit zwei, 6 m und 8 m breiten Raumfluchten. Zur Via praetoria hin schloss eine 10 m mal 17 m messende Halle an, die sich möglicherweise zur Straßenseite hin öffnete. Die genaue Funktion dieses Gebäudekomplexes ist ungeklärt.

- Wirtschaftsgebäude
An insgesamt drei Stellen, die allesamt in der Retentura lagen, wurden Wirtschaftsgebäude vom sogenannten Hoftyp identifiziert.[45] Bei diesen handelt es sich um Gebäude, bei denen ein großer Innenhof auf allen Seiten von Raumfluchten umgeben war. Eines dieser Gebäude lag im fünften Scamnum, zwischen Valetudinarium und Via sagularis. Seine Gesamtgröße belief sich auf 61 m mal 78 m (= 4758 m²). Die den Innenhof umgebenden Räume waren bis zu acht Metern lang und sechs Meter breit. Zum Innenhof hin verlief vor ihnen eine vier Meter breite Arkadenreihe, so dass für den Hof selbst 36 m mal 50 m (= 1800 m²) verblieben. Innerhalb des Hofes befand sich ein Wasserbecken. Zwei weitere Gebäude dieses Typus lagen im sechsten Scamnum zwischen den Kasernen der Legionskohorten. Der Umfang des nördlichen Gebäudes betrug 49 m mal 80 m (= 3920 m²), der des südlichen 44 m mal 80 m (= 3520 m²). Bei allen diesen Gebäuden ist die Funktion ungeklärt. Bezüglich des ersten Gebäudes wurde aufgrund des Wasserbeckens vermutet, dass es zur Tierhaltung diente, bei den beiden anderen gemutmaßt, dass in ihnen Zugwagen oder Geschütze untergebracht worden sind.

- Tabernae und Fabrica
Zahlreiche Tabernae säumten die Lagerhauptstraßen. Bei ihnen handelte es sich um zur Straße hin offene Multifunktionsgebäude, die den unterschiedlichsten Zwecken dienen, und sich bei prinzipiell gleicher Bauweise hinsichtlich ihrer Dimensionen durchaus unterscheiden konnten. Mit dem, was wir heutzutage unter einer Taverne verstehen, hatten sie nicht das Geringste zu tun, es handelte sich vielmehr ausschließlich um Unterkunfts-, Stell- und Lagerplätze sowie Werkstätten. Möglicherweise waren hier die Lastmaultiere der Contubernia mitsamt den Calones (Knechte der Contubernien) untergebracht. Für eine komplette Legion waren schließlich 640 Knechte mit 1280 Mulis erforderlich, die einer Unterkunft bedurften. Die Tabernae an der Via decumana wurden mit einer Breite von fünf und einer Tiefe von elf Metern als mögliche Unterkünfte der Legionsreiterei angesprochen, die zwölf mal zwölf Meter großen an der Via principalis als Stellplätze für Fahrzeuge. In den zehn mal zehn Metern messenden Tabernae längs der Via praetoria befanden sich nachweislich Werkstätten. Insbesondere Buntmetall und Glas wurde dort geschmolzen und weiterverarbeitet. Eine typische Fabrica (Multifunktionswerkstatt) wurde im zweiten Scamnum, südöstlich der Thermen angetroffen. Was dort produziert wurde, konnte nicht mehr geklärt werden.

- Valetudinarium
Über das vierte und fünfte Scamnum erstreckte sich das Valetudinarium (Lazarett). Es lag unmittelbar nördlich neben den Principia und den Unterkünften für die Immunes. Das Großgebäude umfasste 100 m mal 85 m (= 8500 m²). Zwei Zimmerfluchten öffneten sich zu einem durchlaufenden Gang hin. Die Operationssäle werden im hinteren Gebäudeteil vermutet. Im Innenhof war ein fünf Meter breiter Arkadengang vor die Gebäudeflügel gesetzt. Der Innenhof selbst umfasste noch stolze 45 m mal 85 m (= 3825 m²) und war als Garten gestaltet. An seiner östlichen Seite befand sich der Durchgang zur Via principalis. Nach dem Partherkrieg des Lucius Verus der Jahre 161 bis 166, an dem sich die Bonner Legion beteiligt hatte und in dem die römischen Truppen mit der Pest infiziert worden waren und diese in andere Reichsteile verschleppt hatten, wurde das Bonner Valetudinarium vergrößert.

- Thermen und Latrinen
Das Bonner Kastellbad befand sich im zweiten Scamnum, südlich der Via praetoria von der aus es durch die vorgelagerten Tabernae betreten werden konnte. Die Thermen konnten nur zum Teil ergraben werden, es wird von einer Gesamtfläche von rund 60 m mal 70 m (= 4200 m²) ausgegangen. An der Nord- und Ostseite konnte die monumental gestaltete Fassade mit ihren vorgelagerten Arkaden identifiziert werden. Zwischen den Arkadenpfeilern bestand eine lichte Weite von zwei Metern. Die Kopfbauten der Zenturionen und die Häuser der Offiziere hatten ihre eigenen, privaten Bäder. Im heutigen Straßenbild liegen die Thermen im Bereich „Badener Straße“/„Welrichsweg“. Wie schon bei den Bädern verfügten Stabsoffiziere und Zenturionen über eigene Latrinen, deren Inhalte vom Brauchwasser der Bäder in die Abwässerkanäle der Straßen gespült wurden. Wie schon weiter oben erwähnt, konnten insgesamt drei Latrinengebäude zwischen Via sagularis und Agger nachgewiesen werden. Es ist aber davon auszugehen, dass sich vor jeder Mannschaftsbaracke ein solches Gebäude in ähnlicher Lage befunden haben wird, wobei offenbar eine 10 m mal 5 m messende Toilettenanlage für die Bedürfnisse der 500 Mann einer Kohorte ausgereicht zu haben scheint.[42]

#### Mannschaftsunterkünfte
Auch wenn es im Altstadt-/Innenstadtbereich kaum großflächige Grabungen gab, gelang es im Laufe der zwei vergangenen Jahrhunderte, durch zahllose punktuelle Untersuchung ein eindrucksvolles Bild der Mannschaftsunterkünfte zu gewinnen, die Lage derselben zu bestimmen und Erkenntnisse über ihre inneren Strukturen sowie der Truppenbelegung zu gewinnen.
Das Gebäude der 1., und damit ranghöchste Legionskohorte lag traditionell im 4. Scamnum, rechts neben den Principia und dem Praetorium, zwischen letzterem und der Via sagularis. Der Platz der 2. bis 5. Kohorte befand sich im 1. Scamnum, wobei sich die 2. und 4. Kohorte links, die 3. und 5. Kohorte rechts der Via praetoria, zwischen den Horrea und der Via sagularis befanden. Die Position der 6. Kohorte war wieder, wie der Platz der ersten, im 4. Scamnum, wo sie in der linken Lagerhälfte, zwischen Valetudinarium und Via sagularis lag. Die 7. bis 10. Kohorte schließlich waren komplett im 6. Scamnum an der Rückfront des Kastells untergebracht, wobei die 7. und 9. Kohorte rechts, die 8. und 10. links der Via decumana lagen. Es waren also insgesamt jeweils zwei Kohorten in räumlicher Nähe zueinander untergebracht.
Bei der 2. bis 10. Kohorte waren die sechs Centurien à 80 Mann in sechs Mannschaftsbaracken untergebracht, die sich im Befund als Einzel- und Doppelbaracken darstellten. In diesen Baracken teilte sich jeweils acht Mann ein Contubernium (Stubengemeinschaft). Die Contubernia waren zweigliedrig, im hinteren, rund fünf mal vier Meter messenden Teil befanden sich die Schlafstellen, im vorderen, rund drei mal vier Meter großen Bereich die Armae (Waffenkammern). Davor, zur Straßenseite hin, verlief ein Laubengang. Es scheint, dass in Bonn zumindest die inneren Bereiche der Contubernia zweigeschossig ausgeführt waren, so dass den jeweils acht Männern statt 40 m² statt 20 m² Wohnfläche zur Verfügung gestanden hätten. Deutlich größer waren die Kopfbauten der Centurioen, die bei eingeschossiger Bauweise über 300 m², bei zweigeschossiger Bauweise über deutlich mehr Fläche verfügten und deren Unterkünfte auch deutlich aufwendiger ausgestaltet waren (bemalter Putz, Stuckverzierungen, eigene Bäder und Latrinen). Dabei muss allerdings berücksichtigt werden, dass diese Räumlichkeiten auch der Verwaltung der Centurie dienten und in ihnen tagsüber mehrere Schreiber ihre Arbeit verrichteten und auch, dass die Bediensteten des Centurio dort ihre Schlafplätze hatten.
Die Untersuchung des Areals, in dem sich die 1. Kohorte befunden hatte, gestaltete sich schwierig, nicht zuletzt, weil 1994 der Grundstücksbesitzer, die Freie Evangelische Kirchengemeinde Bonn, das letzte, noch für Untersuchungen in Frage kommende Gelände trotz entsprechender Auflagen, unter mutwilliger Missachtung des Denkmalschutzgesetzes wegbaggern ließ. Das Areal, das der 1. Kohorte zur Verfügung stand, maß 130 m mal 110 m, abzüglich des Streifens für die Tabernae 130 m mal 95 m (= 12.350 m²). Da die erste Kohorte immer nahezu doppelt so stark besetzt war wie die anderen (10 statt 6 Zenturien à 80 Mann), verteilten sich auf diesem Gelände fünf Doppelbaracken. Die Baracken waren länger als die der übrigen Kohorten, was größeren Kopfbauten der Centurionen geschuldet war.
Über die 120 Mann starke Legionsreiterei ist wenig bekannt. Es wird angenommen, dass sie mit ihren Reittieren und Stallknechten in den Tabernae beidseitig der Via decumana untergebracht waren. Auch die Lage der Unterkünfte für die Reiter der Auxiliar-Ala ist ungesichert und basiert zum größten Teil auf Hypothesen. Sie werden in noch nicht ausgegrabenen Bereichen des zweitens Scamnums vermutet, wo auch der Präfekt der Ala sein Domizil hatte. Auf beiden Seiten der Via praetoria hätte hinter dem Haus des Kommandanten, bzw. hinter den Thermen ausreichend Raum bestanden, um diese Einheit unterzubringen, die mit ihren Tieren und Stallknechten einen deutlich größeren Raumbedarf hatte als eine Kohorte. Hinzu kommt, dass in diesen Bereichen keine anderen Gebäude mehr zu erwarten sind.
Die Kasernen der Auxiliarkohorte waren bereits im 19. Jahrhundert ausgegraben, aber damals noch als die Unterkünfte einer Legionskohorte missinterpretiert worden. Sie befanden sich im 5. Scamnum, zwischen den Unterkünften für die Immunes und der Via sagularis, und bestanden aus zwei Doppel- und zwei Einzelbaracken. Die Kopfbauten der Centurionen waren nur fast halb so groß, wie die der Legionscenturionen, den Mannschaften stand jedoch der gleiche Platz zur Verfügung wie den Legionären.

#### Truppen
Das Legionslager wurde während seiner Existenz von verschiedenen Legionen und Auxiliartruppen belegt. In der Kaiserzeit bestand die Konzeption, dass immer eine Legion gemeinsam mit zwei Auxiliareinheiten, einer Ala und einer Kohorte, dort ihren Dienst verrichtete.
- Legio I Germanica (Mitte 30er bis 69)[32]
 Die Legio I war vom Ursprung her möglicherweise noch eine caesarische Legion, die an den Bürgerkriegen gegen Pompeius beteiligt gewesen war. Nach anderen Angaben war sie erst nach der Clades Variana aus Angehörigen des römischen Proletariats aufgestellt worden. Zumindest wurde sie unmittelbar nach diesem Ereignis am Rhein stationiert, wo ihre Anwesenheit erstmals für das Jahr 14 in Apud Aram Ubiorum (Köln) belegt ist. Von 14 bis 16 nahm die Legio I vermutlich als Bestandteil der niedergermanischen Heeresgruppe unter Aulus Caecina Severus an den Germanenfeldzügen des Germanicus teil und war dabei zu Beginn der Feldzüge wohl im Vier-Legionen-Lager Novaesium (Neuss) stationiert. In spät-tiberischer Zeit, Mitte der 30er Jahre kam sie nach Bonn, wo sie die Holz-Erde-Variante des Legionslagers errichtete. Im Jahr 68 schlug die Legion den Aufstand des Gaius Iulius Vindex nieder, schloss sich anschließend zunächst dem Galba an, rief aber schließlich, gemeinsam mit den anderen rheinischen Legionen, den Vitellius zum Kaiser aus und zogen mit diesem nach Rom. Nach der Niederlage des Vitellius wurde sie während des Bataveraufstands zusammen mit der Legio XVI Gallica als Entsatz der in Vetera eingekesselten Legionen in den Xantener Raum geschickt und dabei ebenfalls eingeschlossen. Nach der Niederschlagung des Aufstandes im Jahr 70 wurde die Legion aufgelöst. Die Auxiliartruppen, welche die Legion in ihrer Bonner Zeit begleiteten waren:
  - Ala Pomponiana (bis 43)[33]
 Die Ala war im Gebiet der Nemeter um das heutige Speyer rekrutiert worden. In Bonn war sie nur während der claudischen Zeit stationiert und ist dort durch die Inschrift eines Grabsteins bezeugt. Danach scheint sie sich weiterhin an einem (nicht bekannten) Ort am Rhein aufgehalten zu haben und nach dem Bataveraufstand aufgelöst worden zu sein.
  - Ala Longiniana (43-69)[34]
 Die Ala Pomponiana wurde von der Ala Longiana abgelöst, die in Bonn durch die Inschriften von insgesamt fünf Grabsteinen bezeugt ist. Sie war noch in augusteischer Zeit in Gallien ausgehoben und in tiberischer Zeit in der Provinz Gallia Lugdunensis stationiert worden, bevor sie nach Bonn verlegt wurde. Im Jahr 69 beteiligte sie sich am Italienfeldzug des Vitellius und wurde dabei vermutlich vernichtet.
  - Cohors Silaucensium (claudische bis neronische Zeit)[35]
 Syrische Kohorte, die in Seleukeia Pieria aufgestellt und in augusteischer Zeit an den Rhein verlegt worden war, wo sie unter Tiberius epigraphisch in Asciburgium bezeugt ist. Von dort wurde sie in frühclaudischer Zeit nach Bonn verlegt und von dort aus wiederum unter Nero zu einem neuen, unbekannten Garnisonsort abkommandiert und durch die Cohors V Asturum ersetzt.
  - Cohors V Asturum (neronisch bis 69)[36]
 Die Cohors V Asturum war zu Beginn der Kaiserzeit in Asturien (Nordwestspanien) ausgehoben worden. Vermutlich nach der Clades Variana wurde sie an den Rhein verlegt, wo sie inschriftlich jedoch nur in Bonn belegt ist. Entweder wurde sie während des Bataveraufstandes aufgerieben oder nach dem Aufstand aufgelöst.

- Legio XXI Rapax (70 bis 83)[37]
 Die Legio XXI war spätestens von Augustus in Vorbereitung der Eroberung Raetiens, die 15 v. u. Z. mit dem Alpenfeldzug begann, rekrutiert worden. Die folgenden Jahre blieb sie als Besatzungstruppe in Raetien stationiert. Zwischen den Jahren 6 u. Z. und 9 u. Z. war sie an der Niederschlagung des Pannonischen Aufstands beteiligt und wurde im Anschluss an die Clades Variana zum Ersatz der dabei verloren gegangenen Legionen nach Vetera entsendet. Im Rahmen einer claudischen Umstrukturierung der niedergermanischen Truppen in Vorbereitung des Britannienfeldzuges wurde die Legion um das Jahr 45 nach Vindonissa (Windisch) verlegt. Wie alle rheinischen Legionen nahm sie am Italienfeldzug des Vitellius teil. Nach dessen Niederlage wurde sie von Vespasian an den Niederrhein kommandiert, wo sie entscheidend an der Niederwerfung des Bataveraufstandes mitwirkte. Anschließend, wohl im Sommer des Jahres 70 kam sie nach Bonn, wo sie binnen neun Jahren ein neues, diesmal steinernes Legionskastell errichtete. Im Jahr 83 wurde sie in das Doppellegionslager Mogontiacum verlegt, von wo aus sie an den Chattenkriegen des Domitian teilnahm. Nach ihrer Beteiligung am Aufstand des Saturnius im Jahr 89 wurde sie auf den Balkan abkommandiert und dort 91/92 von sarmatischen Stämmen aufgerieben. Während ihres Bonner Aufenthaltes war sie begleitet von:
  - Ala Sulpicia civium Romanorum (?)
Die Stationierung dieser Ala in Bonn wird vermutet, ist aber nicht epigraphisch gesichert. Die Ala wurde vermutlich unter Galba, dessen Gentilname Sulpicius war, im Jahr 68 aufgestellt und 69/70 von Vespasian zur Niederschlagung des Bataveraufstandes an den Rhein versetzt. In der Provinz Germania inferior ist sie noch bis zum Jahr 187 (aber an anderen Standorten) gesichert.
  - Cohors I Civium Romanorum equitata
Diese Kohorte wurde nach den Bataverkriegen in flavischer Zeit rekrutiert und in Bonn stationiert. Ihre Arbeitskommandos waren in den Tuffsteinbrüchen des Brohltals eingesetzt.[47] Auffällig ist, dass es sich um die einzige teilberittene Kohorte der Bonner Auxiliartruppen handelt. Die Cohors I cR blieb bis ungefähr 106 in Bonn und wurde anschließend nach Obergermanien abkommandiert.

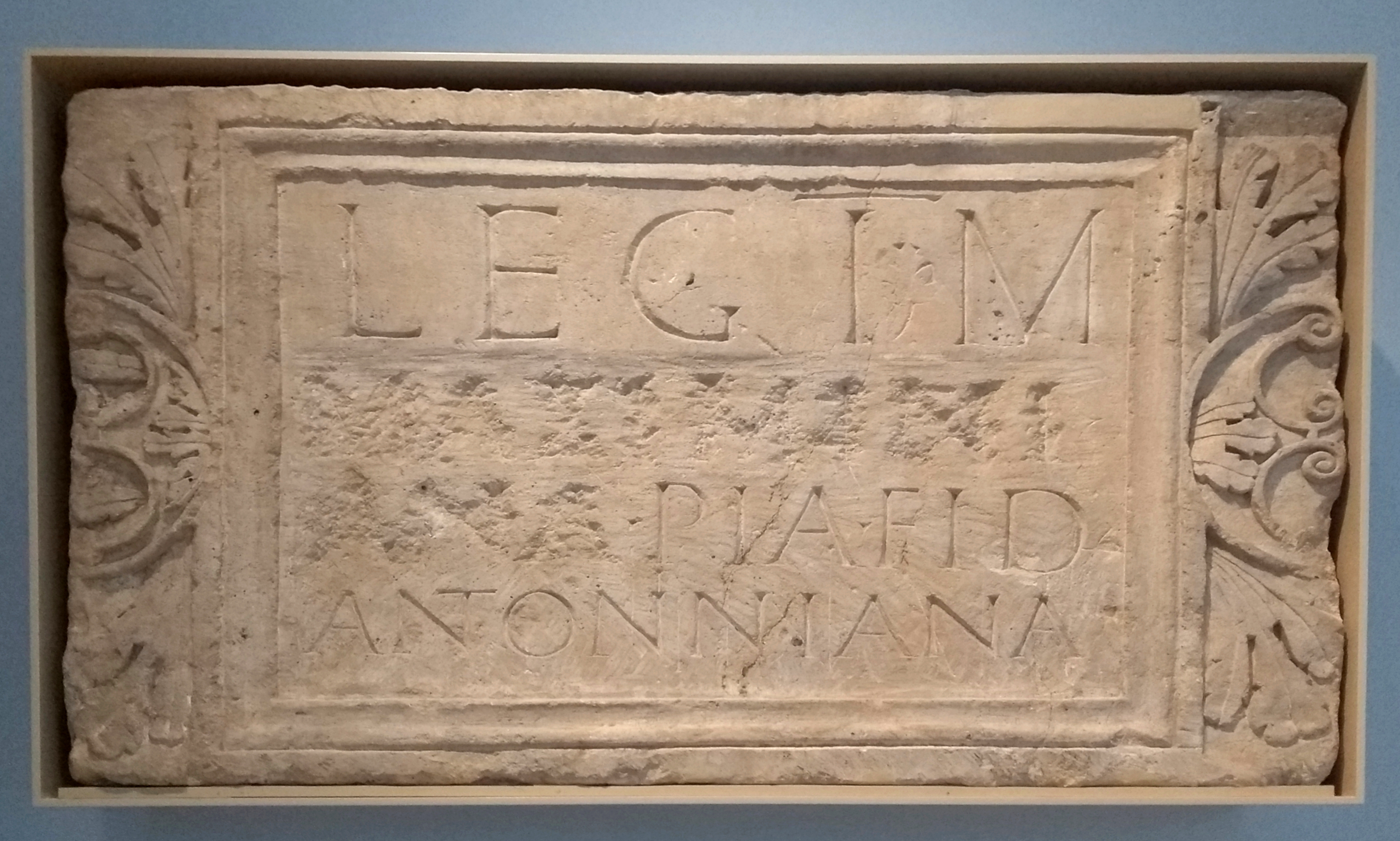
Inschrift der Legio I Minervia
(zweifach eradiert)
Datierung: 211–238
AO: LVR-Landesmuseum

- Legio I Minervia (83 bis 353/355)[38]
 Die Legio I Minervia ist mit einem Aufenthalt von rund 270 Jahren die am längsten in Bonn dienende Einheit. Sie war von Domitian 82/83 im Rahmen der Vorbereitungen für die Chattenkriege im norditalienischen und südfranzösischen Raum aus Freiwilligen aufgestellt und direkt in Bonn stationiert worden. Immer mal wieder wurden Vexillationen oder die ganze Legion zur Teilnahme an Feldzügen aus Bonn abkommandiert. So war sie im Jahr 89 an der Niederwerfung des Saturniusaufstandes beteiligt und nahm unter anderem von 101 bis 106 an den Dakerkriegen, 162 bis 166 am Partherkrieg des Lucius Verus, sowie 166–175 und 178–180 an den Markomannenkriegen teil. In der Zeit, in der sie an den Dakerkriegen teilnahm bzw. zwischen den beiden Dakerkriegen als Besatzungstruppe in Dakien stationiert blieb, wurde sie in Bonn von einer Vexillation der Legio XXII Primigenia vertreten. Im Zuge der diokletianischen Heeresreform Ende des dritten Jahrhunderts wurde die Legion auf eine Sollstärke von 1000 Mann Grenztruppen (Limitanei) reduziert. Aus der einstigen Elitetruppe waren bessere Grenzer geworden. Sie dürften ab diesem Zeitpunkt kaum noch in der Lage gewesen sein, die über zwei Kilometer lange Befestigungsmauer ausreichend und permanent besetzt zu halten. Zum letzten Mal inschriftlich erwähnt worden ist die Einheit im Jahr 295.[49] Vermutlich wurde sie bei der Zerstörung Bonns durch die Germaneneinfälle 353/355 aufgerieben. Durch welche Truppen sie für die letzten Jahrzehnte der Lagerexistenz ersetzt wurde, ist unbekannt.[50]

#### Hafen und Anlandestellen
Die heutzutage infolge des Klimawandels wieder häufiger bei Niedrigwasser des Rheins am Leinpfad zwischen Augustusring und Wachsbleiche sichtbaren, zumeist aus Basalt bestehenden, massiven Steinblöcke gehören zu einer Hafenmole aus römischer Zeit. Sie dürfte im vierten Jahrzehnt des ersten Jahrhunderts gemeinsam mit dem Legionslager angelegt worden sein und diente wohl der Versorgung der Truppen des Lagers. Die Einfahrt war in Strömungsrichtung, nach Norden hin angelegt worden. Nähere Untersuchungen dieser nicht unbedeutenden Anlage sind bislang noch nicht vorgenommen worden.
Des Weiteren wurden im Bereich der südlichen Canabae Legionis am heutigen Brassenufer Hinweise auf eine römische Schiffslände ausgemacht. Mit der Entdeckung weiterer Anlandestellen im Raum Bonn wird durchaus noch gerechnet.

### Canabae Legionis und militärische Gebäude außerhalb des Lagers
Nach einem rund zweihundert Meter breiten Sicherungsstreifen rund um das Lager, der der Vorfeldkontrolle diente, schlossen sich südlich des Legionslagers die Canabae Legionis, die Lagervorstadt an das Kastell an. In den Canabae Legionis ließen sich zunächst die Frauen und Kinder der Soldaten, Veteranen, Handwerker und Händler, Prostituierte, Gastwirte und andere Dienstleister nieder. Später wuchsen, wie in Bonn, die Canabae oft zu prosperierenden, kleinstädtischen Siedlungen heran, wobei sich auch immer wieder militärische Dienststellen und/oder Wirtschaftsbetriebe zwischen den Zivilgebäuden fanden. An verschiedensten Stellen im Bonner Stadtgebiet traten unterschiedlichste Befunde dieser Siedlung zu Tage. Im Folgenden sind die wichtigsten Fundstellen von Nord nach Süd geordnet.

#### Instandsetzungswerkstatt am „Bonner Berg“
Der sogenannte „Bonner Berg“ war ein künstlicher Hügel, der während der Belagerung Bonns im Jahre 1689 durch brandenburgisch-preußische, münsteraner und niederländische Truppen als Artillerieplattform zur Beschießung Bonns aufgeschüttet worden war. Bei seiner Abtragung zu Beginn des 20. Jahrhunderts stieß man unter ihm auf eine bis zu einem halben Meter mächtige schwarze Schlammschicht, die eine Fülle römischer Keramik, Münzen, Ziegel, Holzreste und jede Menge Leder enthielt. Der großflächige Befund lag rund 550 Meter nördlich der Porta principalis sinistra des Legionslagers. Er wird als Platz einer Instandsetzungswerkstatt der Legion interpretiert, die auf die Zeit zwischen den Jahren 110 und 130 datiert werden konnte. Dort waren in dieser Zeit Sattler, Hersteller von Lederzelten und Schildbezügen, Bronzegießer, Knochenschnitzer und Maler tätig. Auf den militärischen Charakter dieser Werkstätten weisen Ziegelstempel, Graffiti auf Terra sigillata, sowie zahlreiche Waffenreste hin. Anhand der Funde dieses Platzes lässt sich eine Änderung der Ausrüstung der Bonner Legion bereits im ersten Viertel des zweiten Jahrhunderts ablesen. An die Stelle der offenen Caligae traten geschlossene Halbstiefel, die rechteckigen Schilde wurden durch ovale ersetzt und das Gladius durch die Spatha.

#### Großbauten an der Welschnonnenstraße
Im Bereich Welschnonnenstraße/Wachsbleiche, im Bereich des heutigen Parkplatzes der Beethovenhalle, wurden 1876 Neubaumaßnahmen realisiert, in deren Rahmen ein größerer römischer Gebäudekomplex aufgedeckt wurde, der sich bei einer Tiefe von 32 Metern parallel zur ins Legionslager führenden Römerstraße, der heutigen Welschnonnenstraße, erstreckte. Das Gebäude beinhaltete bis zu 120 m² große, aufwendig mit Wandmalereien versehene und hypokaustierte Räume. Seine Westseite wies eine Apsis auf. Die Fresken konnten auf den Anfang des zweiten Jahrhunderts datiert werden und wurden bereits in einer späteren Bauphase wieder abgeschlagen, wobei sie in den Estrich der neuen Bauphase gelangten und dadurch konserviert wurden. Sie befinden sich heute im LVR-Landesmuseum. Eine Interpretation als Thermen kommt in Anbetracht fehlender Becken nicht in Frage, stattdessen ist eine Deutung als öffentliches Repräsentativgebäude vorzuziehen, möglicherweise zur Unterbringung hochrangiger Gäste des Lagers.
Auf der gegenüberliegenden Seite der Welschnonnenstraße, wo sich heute das Zahnklinikum der Universität befindet, wurde zeitgleich ein weiteres Großgebäude angeschnitten, das mit seiner 30 m breiten Front nach Osten, zur Römerstraße hin zeigte, und das seinerzeit als Tempelanlage fehlinterpretiert wurde. Tatsächlich stießen zur Straßenseite zwei Eckrisalite vor. Zwischen den Risaliten lag eine nach innen versetzte Fundamentmauer, die eine Reihe von Säulen trug und hinter der eine weitere Säulenreihe folgte. Von daher ist das Bauwerk eher als monumentale Risalitvilla, denn als Tempel anzusprechen.

#### Streifenhäuser an der Welschnonnenstraße
Das Gelände zwischen den Einmündungen der Theaterstraße und der Hatschiergasse in die Welschnonnenstraße geriet 1995 anlässlich des Neubaus des Verwaltungsgebäudes der Stadtwerke in den Focus der Archäologen. Obwohl das Gelände früher schon wiederholt bebaut worden war, zuletzt durch eine im Zweiten Weltkrieg zerstörte Universitätsklinik, waren diese Gebäude wohl nicht unterkellert gewesen, so dass zwischen den alten Fundamenten ungestörte römische Kulturschichten bis zu einer Mächtigkeit von anderthalb Metern aus der Zeit zwischen 100 und 274 anstanden. Darin fanden sich die Reste von vier römischen Gebäuden, davon drei Streifenhäusern, von denen jeweils der mittlere Bereich erfasst wurde. Die hinteren Bereiche waren bereits beim Bau des alten Verwaltungsgebäudes der Stadtwerke in den 1950er Jahren zerstört worden. In dem Befundkomplex fanden sich unter anderem in einem Gebäude neun verschiedene, übereinander liegende Stampflehmfußböden, deren ältester auf die Zeit um 200 datiert werden konnte und deren jüngster bei den Frankeneinfällen um 274/275 vom Brandschutt des einstürzenden Hauses bedeckt worden war. Steinbauten kamen in diesem Viertel der Canabae erst ab Mitte des zweiten Jahrhunderts auf, aber vereinzelte Funde weisen darauf hin, dass auch dort schon in claudischer Zeit gesiedelt worden war. Die Breite der angetroffenen Streifenhäuser variierte zwischen acht und zehn Metern, ihre Länge wurde auf bis zu 30 Meter geschätzt. Die Funktionen der Gebäude ließen sich auf Grundlage der Befunde und Funde erschließen. Es handelte sich von Nord nach Süd um eine Fleischerei, eine Garküche un eine Beinwerkstatt. Das vierte, südlichste Gebäude war kein Streifenhaus, sondern besaß einen Innenhof. Es wurde als mögliches Gasthaus angesprochen.

#### Mansio / Villa / Tempel am Stiftsplatz
Bereits im 19. Jahrhundert, beim Bau der Stiftskirche (1879–1886) kamen zahlreiche Weihesteine ans Tageslicht, die man seinerzeit nicht recht zu interpretieren vermochte. Das änderte sich erst mit den Ausgrabungen der Jahre 1939/1940, bei denen es gelang, drei verschiedene Bauphasen und drei völlig verschiedene Gebäudefunktionen zu differenzieren.
Oberhalb eines Stratums aus der Zeit des Auxiliarkastells fanden sich Mauerzüge aus der frühvespasianischen Zeit, die offenbar zu einem größeren Bauwerk gehörten. Der Umfang konnte nicht genau ermittelt werden, von der Längsseite wurden nur rund 20 m erfasst, die Breite wurde auf 49 m geschätzt. Es scheint sich in dieser Zeit entweder um ein Gebäude mit administrativer Funktion, oder um eine große Mansio (Herberge) gehandelt zu haben.
Schon zum Ende des 1./Beginn des 2. Jahrhunderts wurde das Bauwerk abgerissen. An seine Stelle trat ein privat genutztes Wohngebäude, ein Atriumhaus nach italischem Vorbild. Seine Breite belief sich auf rund 35 Meter, das Atrium maß 10 m mal 15 m und besaß in seinem Zentrum ein 1,5 m mal 4,0 m messendes Impluvium (Wasserauffangbecken).
Gegen Ende des zweiten Jahrhunderts wurde auch dieses Bauwerk abgerissen und durch ein Gebäude gänzlich anderer Funktion ersetzt. Wuchtige Fundamente stützten ein quadratisches Gebäude von 18 m Seitenlänge. Nach vorne sprangen zwei Fundamente vor. Diese Konstruktion spricht dafür, dass es sich bei den Fundamenten um die Substruktion eines Tempelpodiums mit seiner nach vorne gerichteten Freitreppe handelt. Man nimmt mit einiger Vorsicht an, dass es sich um einen Tempel der Kapitolinischen Trias, also der Gottheiten Jupiter, Juno und Minerva gehandelt haben könnte. Durch Keramikfunde aus dem Mauerwerk konnte die Errichtung des Gebäudes auf die Zeit des Septimius Severus (193–211) datiert werden. Das Gebäude stand bis zu den Frankeneinfällen um 274/275.

#### Siedlungsspuren und Häuser am Hilton, vormals Holiday Inn
Vor dem Bau des damaligen Holiday Inn Hotels (heute Hilton) konnte das Baugelände archäologisch untersucht werden. Auf die dabei gefundenen Spuren aus der Zeit des Auxiliarkastells wurde weiter oben bereits eingegangen. Aus dem ersten Jahrhundert liegen darüber hinaus keine Befunde vor. Erst für das zweite Jahrhundert konnten stratigraphisch Gruben und Siedlungsschichten identifiziert werden, konkrete Bauspuren fehlen jedoch weiterhin. Das ändert sich grundlegend im dritten Jahrhundert. Für diese Zeit konnten drei Häuserzeilen ausgemacht werden, die an zwei Seitenstraßen nach Osten, zum Rhein hinab führten. Es handelt sich um rund 10 m mal 15 m messende Gebäude, die in einem Abstand von bis zu fünf Metern zueinander an acht bis zehn Meter breiten Straßen lagen. Die Räumlichkeiten der Gebäude waren größtenteils mit Kanalheizungen ausgestattet. Ausweislich der Ziegel handelte es sich um von Zivilisten und nicht vom Militär errichtete Bauten. Neben den Gebäuden selbst konnte noch ein Brunnen und ein Metallschmelzofen nachgewiesen werden. Während des Frankeneinfalls 274/275 wurden die Gebäude niedergebrannt und das Gelände danach nicht wieder besiedelt.

#### Werkstätten und ein Horreum im Bereich Theaterarkaden/Boeselagerhof
1983/1984 fanden westlich der Oper Bonn, im Bereich des Boeselagerhofs während der Erbauung der Theaterarkaden baubegleitende archäologische Untersuchungen statt. Auf die in diesem Zusammenhang aufgedeckten Spuren des Auxiliarlagers wurde weiter oben schon eingegangen. Darüber hinaus scheint das Areal bis gegen Ende des ersten Jahrhundert befundfrei zu sein. Erst kurz vor dem Jahr 100 scheint sich dort ein in Fachwerkbauweise errichteter, metallverarbeitender Betrieb angesiedelt zu haben. Der bemerkenswerteste Fund aus diesem Kontext ist sicherlich der einer aus feinem Ton in Gestalt einer Medusa geformten Patrize zur Produktion von Phalerae, den Orden, mit denen verdiente Legionäre ausgezeichnet wurden. Dies deutet darauf hin, dass die Werkstatt nicht von Zivilisten, sondern von Militärs betrieben wurde. Möglicherweise wurden hier Ausrüstungsgegenstände im Rahmen der Vorbereitungen auf die Dakerkriege des Trajan (101–106) produziert, denn bereits kurz nach der Jahrhundertwende wurde der Betrieb wieder aufgegeben.
Im weiteren Verlauf des zweiten Jahrhunderts, bis gegen dessen Ende, blieb das Areal bis auf einen Siedlungsstreifen am Rheinufer unbebaut. In dem Siedlungsstreifen zeigte sich jedoch der auffällige Befund eines größeren Horreums, dem einzigen auf Bonner Gebiet, das sich außerhalb des Legionslagers befand. Gegen Ende des zweiten, Anfang des dritten Jahrhunderts erschlossen neue Straßen das Gebiet und die Besiedlung verdichtete sich. Im Bereich der Theaterarkaden wurde an einer zum Rhein hinabführenden Straße eine Fabrica mit vier Räumen und einem Anbau errichtet. Von den vier Räumen waren drei mit Hypokaustanlagen ausgestattet, der Anbau war eine Art Großküche, mit vier Herdstellen und einem Backofen versehen. Im Süden des Gebäudes war eine schmale Portikus angebracht. Außerhalb konnten sieben Schmelzöfen zur Produktion von Buntmetallen identifiziert werden. Auf der anderen Straßenseite wurden zwei weitere Steingebäude errichtet, von denen eines mit einer Badeanlage ausgestattet war. Das Horreum am Ufer existierte zu dieser Zeit schon nicht mehr, aber Brunnen und Kellergruben weisen auf eine nach wie vor dichte Besiedlung hin. Das gesamte Areal wurde 274/275 durch den Frankeneinfall zerstört und danach nicht wieder aufgebaut.

#### Töpferei und Ziegelei am Amts- und Landgericht
Beim Abriss des alten Bonner Gefängnisses 1996 wurden Reste eines Töpfereibetriebes entdeckt, der in den 30er Jahren, zur Zeit der Ersetzung des Auxiliarlagers durch das Legionslager dort produzierte. Er stellte hauptsächlich grobe Töpferwaren für den täglichen Gebrauch her, wobei Koch- und Vorratsgefäße dominierten. Es wird vermutet, dass es sich um eine temporäre Anlage zur Erstausstattung der anrückenden neuen Truppen handelte. Es konnten nur die Töpferöfen beobachtet werden, die Werkstätte mit ihren Drehscheiben, die Tonaufbereitungsgruben und die Trockenhallen liegen vermutlich unter dem Gerichtsgebäude. Bereits in frühclaudischer Zeit wurde der Betrieb aufgelassen. Erst im letzten Drittel des zweiten Jahrhunderts wurde dieser Bereich erneut, diesmal zur Ziegelproduktion genutzt. Dafür wurden keine Brennöfen errichtet, sondern die an der Luft vorgetrockneten Ziegel wurden auf offenen Feuern gebrannt, wobei naturgemäß viele deformierte Fehlbrände entstanden.

#### Legionsziegelei unter dem Universitätshauptgebäude
Bei Baumaßnahmen am Hauptgebäude der Universität im ehemals Kurfürstlichen Schloss konnten 1926 und 1962 drei Ziegelbrennöfen und mehrere Abfallgruben untersucht werden. Die Funde zeigten, dass dort von der Mitte des ersten bis zur Mitte des dritten Jahrhunderts eine Militärziegelei bestanden haben muss. Die Brennöfen hatten eine unterschiedliche Zeitstellung, waren aber in etwa von gleicher Bauart. Der am besten erhaltene Ofen hatte bei Außenmaßen von rund 4,75 m mal 5,50 m einen Brennraum von 4,0 m mal 4,5 m. In den Ofen führte ein knapp einen Meter breiter und bis zu 1,3 m hoher Schürkanal, der schon in einem Abstand von 1,6 m außerhalb des Ofenkörpers begann. Im Inneren des Ofens verteilte sich der Schürkanal auf insgesamt sieben Feuerungszüge, welche die Hitze durch einen 25 cm mächtigen Lochziegelboden mit fünf bis sieben Zentimeter durchmessenden Löchern in den eigentlichen Brennraum leiteten. Der Brennraum war vermutlich anderthalb bis zwei Meter hoch und oben offen, das Brenngut wurde auf der Oberseite mit alten Fehlbränden abgedeckt. In dieser Ziegelei wurden hauptsächlich Tegulae (flache Dachziegel), Lateres (Fußbodenziegel) und Tubuli (Hohlziegel zur Wandbeheizung) gebrannt. Abfallschichten weisen darauf hin, dass um die Mitte des ersten Jahrhunderts in der Ziegelei auch Töpfereierzeugnisse produziert wurden. Wie bei den Befunden am Amts- und Landgericht scheint es sich aber dabei um eine zweckgebundene, temporäre Angelegenheit gehandelt zu haben, da entsprechende Befunde im späten ersten, zweiten und dritten Jahrhundert nicht mehr vorliegen.

#### Militärische Dienststelle am Collegium Albertinum
Am südlichen Rande, schon knapp außerhalb der eigentlichen Canabae, im Bereich des Collegiums Albertinum und des Hotels Königshof, waren bereits bei deren Bau im 19. Jahrhundert die Überreste römischer Mauern, Böden, Hypokausten und Abwasserkanäle entdeckt worden. Bei Umbaumaßnahmen in den 1980er Jahren wurden diese Befunde durch weitere Spuren ergänzt, darunter auch solche älterer Holzgebäude. Ausweislich der Befunde und Funde scheint hier seit dem frühen ersten Jahrhundert eine von den nördlicher gelegenen Militärlagern unabhängige, separate militärische Dienststelle bestanden zu haben, in der aus anderen Standorten außerhalb Bonns abkommandierte Offiziere und Mannschaften ihren Dienst verrichteten. Insgesamt sieben Gebäude des groß angelegten Baukomplexes konnten differenziert werden.
- Gebäude I: Wirtschaftsgebäude vom Hoftyp, bei dem sich Raumfluchten um einen Innenhof herum anordneten. Der Hof besaß eine Breite von rund 35 Metern und konnte noch bis auf eine Länge von rund 20 Metern verfolgt werden. Der Abschluss der beiden noch feststellbaren Raumreihen, die rund 15 Meter breit waren, öffneten sich zu einem Arkadengang auf der Hofseite. Im Hof selbst konnten die Basen zweier Statuen nachgewiesen werden.
- Gebäude II: Unbestimmtes Gebäude, dessen Außenseiten mit Kammern versehen waren.
- Gebäude III: Reste zweier langgestreckter Mannschaftsunterkünfte mit einer Raumbreite von jeweils vier Metern und einer Tiefe von zwölf Metern. Zwischen den beiden Bauten verlief ein drei Meter breiter Weg oder Gang, da es sich möglicherweise auch um zwei verschiedene Raumfluchten ein und desselben Gebäudes handelt. Die Gebäude waren nicht hypokaustiert, wurden aber gegen Ende des zweiten Jahrhunderts mit Kanalheizungen ausgestattet.
- Gebäude IV: Unbestimmtes, hypokaustiertes Gebäude, das vermutlich Unterkunftszwecken diente.
- Gebäude V: Thermenanlage eines angrenzenden Gebäudes, das bei den Bauarbeiten des 19. Jahrhunderts zerstört wurde. Das Bad wies mehrere Umbauphasen auf. Es ließen sich noch ein Sudatorium (Sauna), ein Tepidarium (Laubad) und ein Frigidarium (Kaltbad) nachweisen. Das Caldarium (Heißbad) und das Praefurnium (Feuerungsstelle) scheinen außerhalb der Grabungsfläche gelegen zu haben oder ebenfalls im 19. Jahrhundert zerstört worden zu sein. Das erhaltene Mauerwerk wurde konserviert und kann im Keller des Kollegiums besichtigt werden.
- Gebäude VI: Weiteres, im 19. Jahrhundert beobachtetes, hypokaustiertes Balineum von mindestens 1050 Quadratmetern Grundfläche (30 m mal 35 m).
- Gebäude VII: An der „Erste Fährgasse“, als südlichstes Gebäude des gesamten Komplexes, in den 1920er Jahren entdecktes, annähernd quadratisches, dreischiffiges und mit einer Apsis versehenes, 14 m mal 15 m (= 210 m²) messendes Bauwerk. Das Mittelschiff bestand aus einem auf die Apsis zuführenden Gang, die Seitenschiffe waren deutlich breiter. Der Boden war mit Estrich versehen. Aufgrund seiner Bauweise wurde das Gebäude als Tempelanlage interpretiert.[28]

Thermen unter dem Collegium
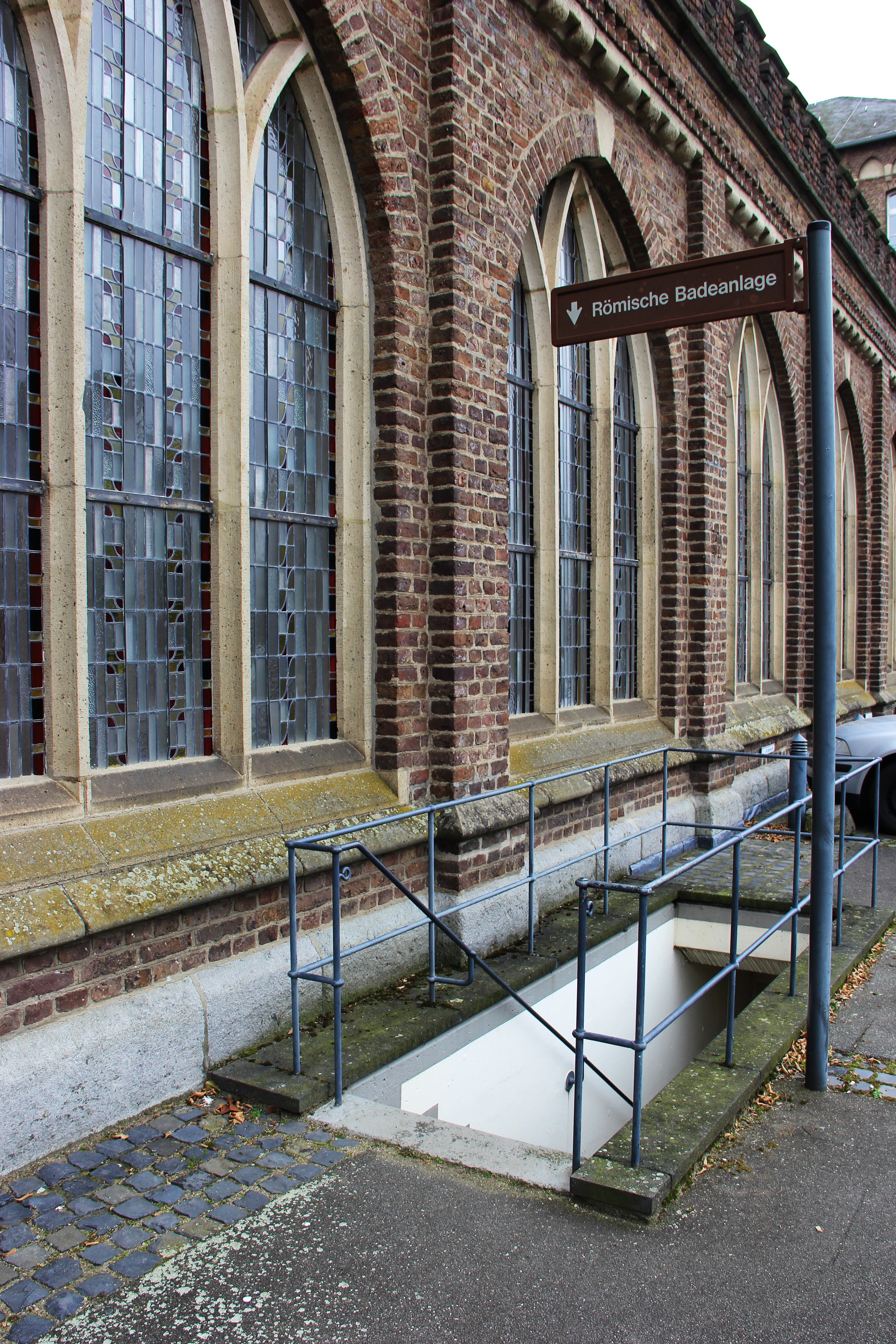
Zugang zu der Thermenanlage
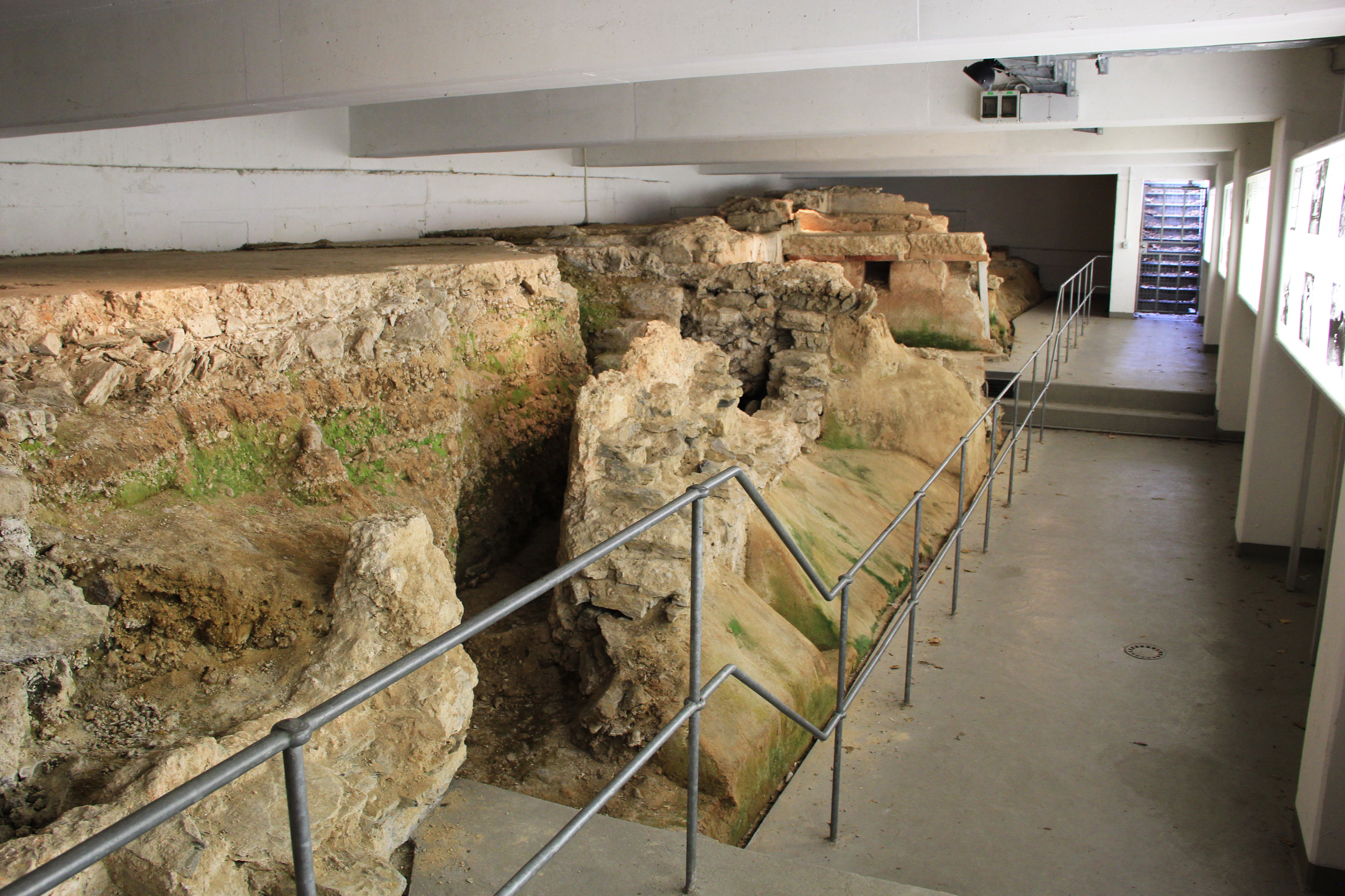
Fundamentreste
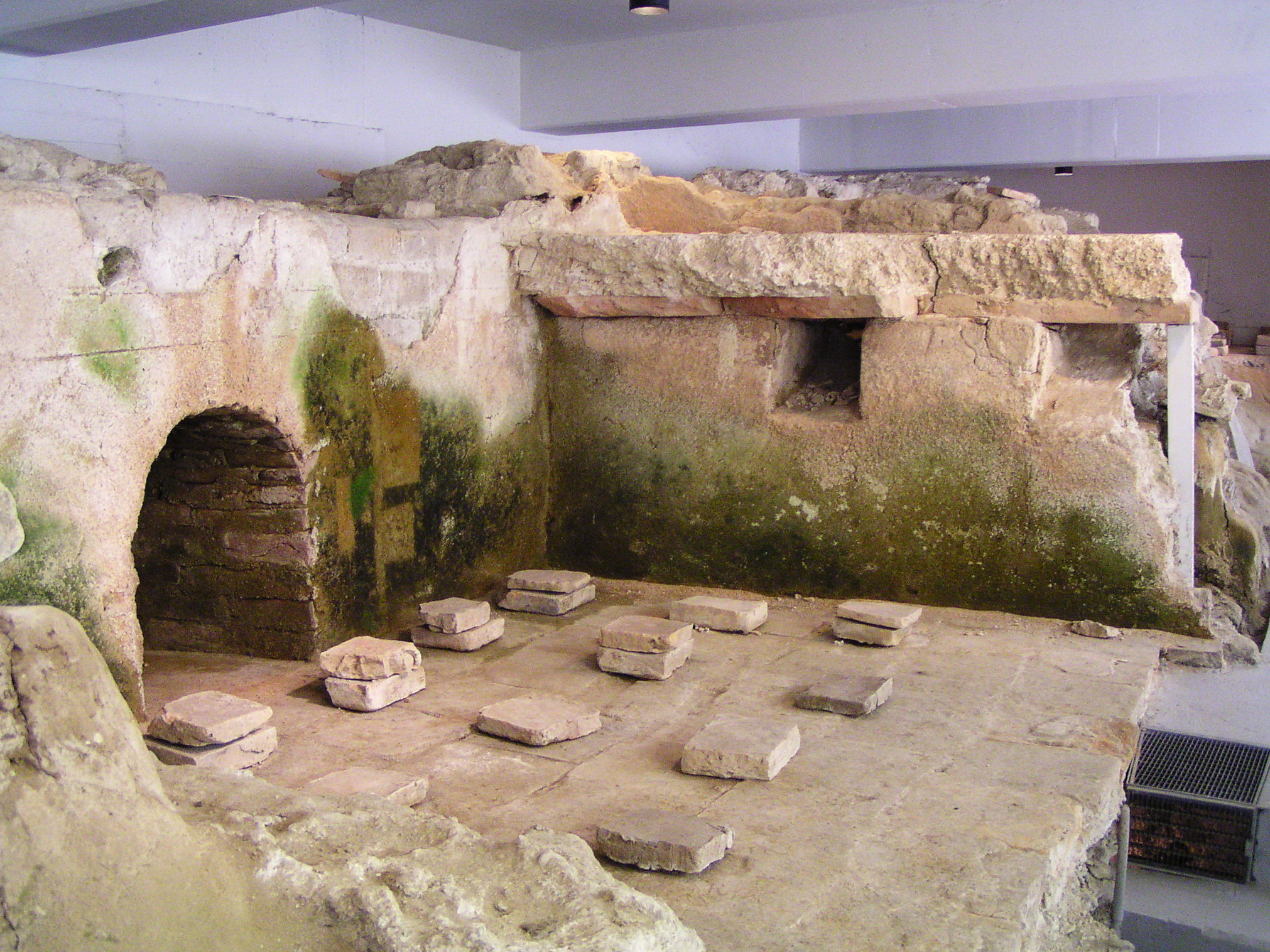
Hypokaustum
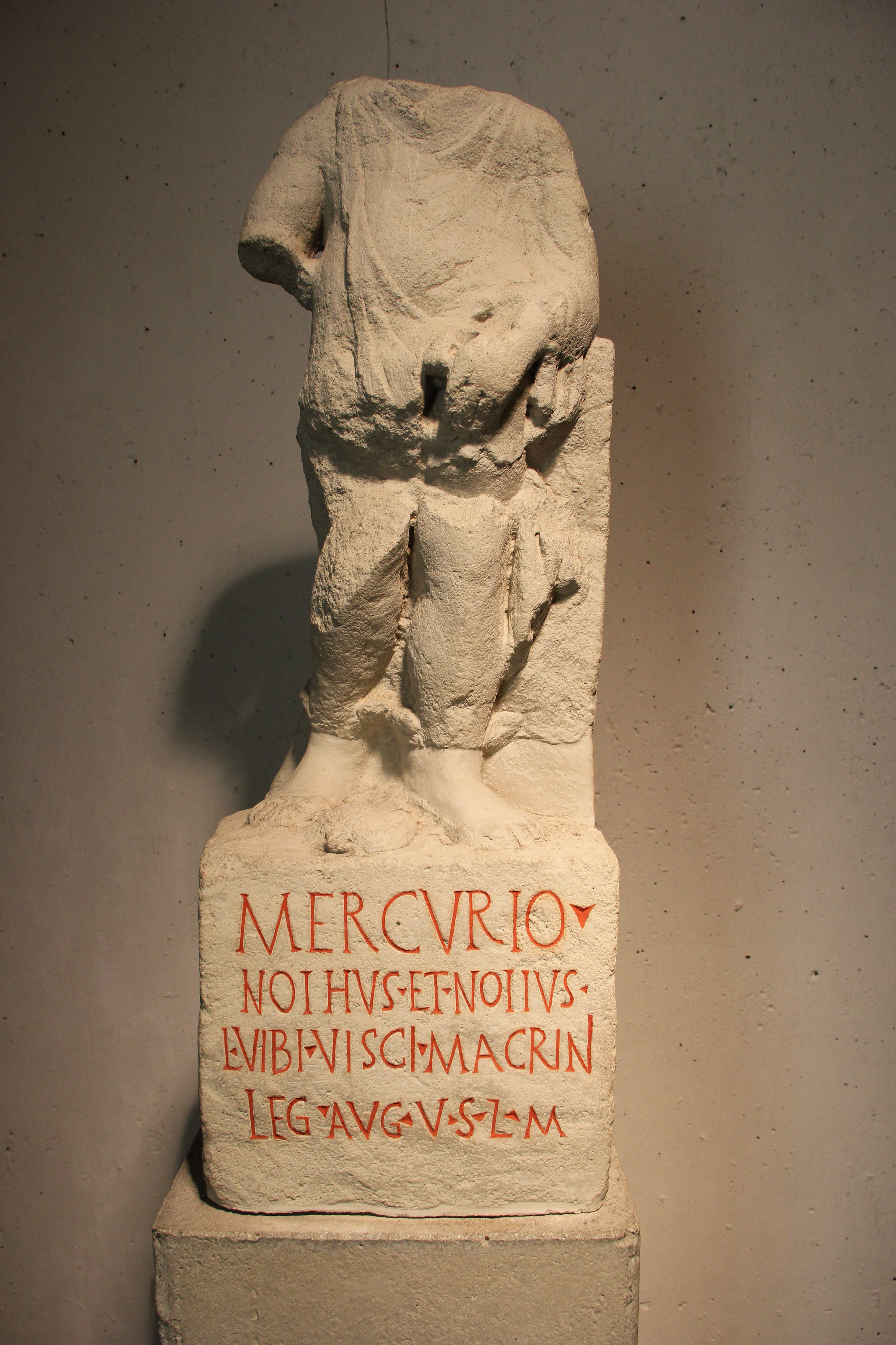
Kopie einer Merkurweihung vom Hotel Königshof

#### Steinmetzbetrieb am Ernst-Moritz-Arndt-Haus
Im Garten des 1819 errichteten Hauses und in der Baugrube des Hauses selber kamen wiederholt Grabsteine ans Tageslicht. Da es sich bei diesen Fundstücken teilweise um Fehlstücke, nicht fertiggestellte oder umgearbeitete Steine handelt, wird eine Steinmetzwerkstatt in der näheren Umgebung vermutet, der sich an den Gräberfeldern der nach Süden führenden Limesstraße niedergelassen hatte. Möglicherweise gehören auch die Steine, die 1823 beim Bau der Chaussee von Bonn nach Bad Godesberg, der heutigen Adenauerallee, gefunden wurden, in diesen Kontext. Ausweislich des Fundmaterials produzierte der Betrieb vom letzten Viertel des 1. Jahrhunderts bis ins 2. Jahrhundert. Spuren von zugehörigen Gebäuden konnten nicht ausfindig gemacht werden.

### „Vicus Bonnensis“
Dass unabhängig von den Canabae Legionis ein separater Vicus erbaut wurde, ist bei den rheinischen Legionslagern nichts Ungewöhnliches. Eine solche Dualität der Zivilsiedlungen hatte man insbesondere schon in Novaesium (Neuss) beobachtet, wo die Canabae Legionis und ein rund zwei Kilometer entfernter Vicus zum Militärlager gehörten, aber auch in Nijmegen (Noviomagus Batavorum), Xanten (Vetera und Colonia Ulpia Traiana) sowie Mainz (Mogontiacum) gab es ähnliche Situationen.
Der Name Vicus Bonnensis ist eine moderne Wortschöpfung. Wie der Vicus in antiker Zeit tatsächlich geheißen hat, wissen wir nicht, da keinerlei inschriftliche Überlieferungen vorliegen.

### Gräberfelder

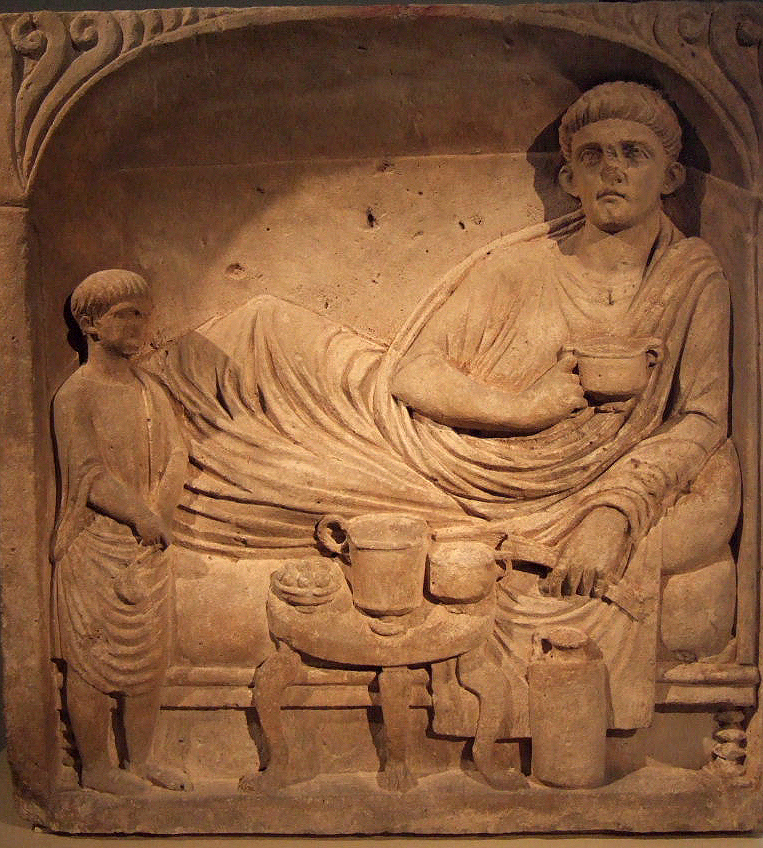
Darstellung eines Totenmals
Kalksteingrabmal (2. Jahrhundert)
FO: Adenauerallee
AO: LVR-Landesmuseum

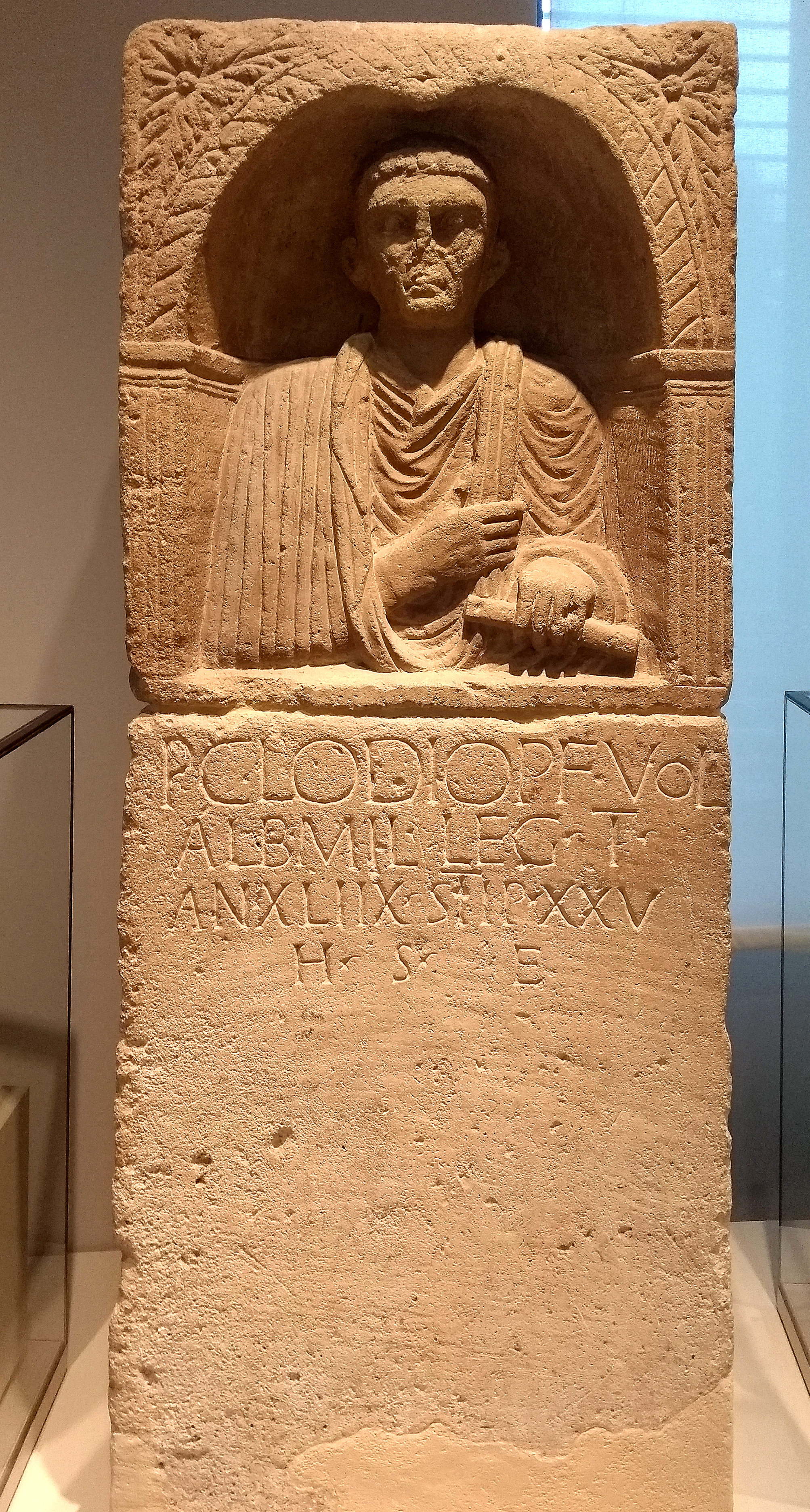
Grabstein des Soldaten Clodius der Legio I (um 40)
FO: Adenauerallee
AO: LVR-Landesmuseum

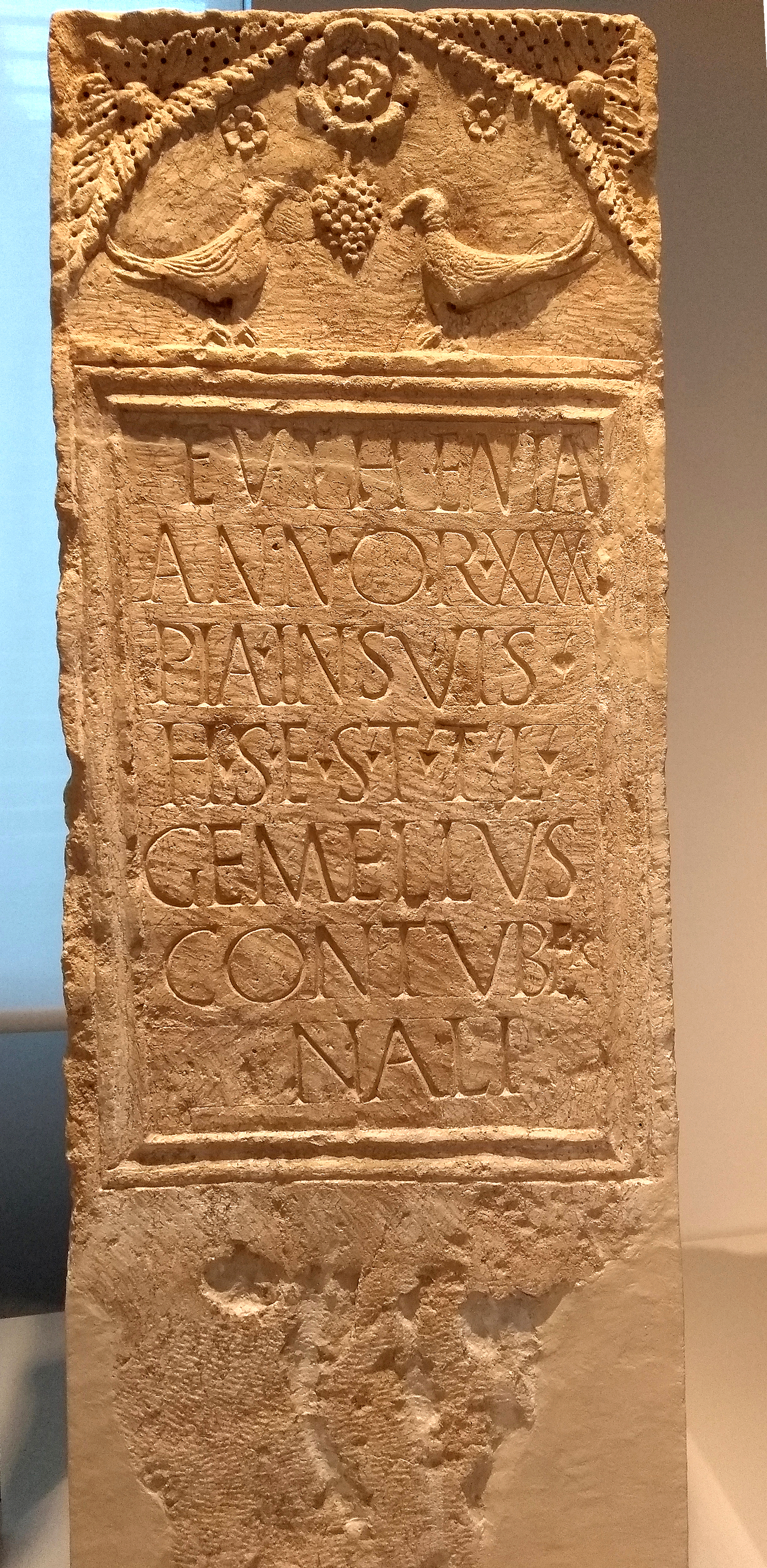
Grabstein der Euthenia (75–100)
FO: Adenauerallee
AO: LVR-Landesmuseum

Anders als an anderen römischen Siedlungsstellen im Rheinland, bei denen sich die Gräberfelder noch oft auf freiem Gelände befanden, war in Bonn nie eine großflächige Ausgrabung von Gräberfeldern möglich. Zu weit verteilten sich diese im Bonner Stadtgebiet, zu schnell wurde jenes überbaut. Oft wurden Grabfunde einfach weggebaggert, oft fanden reine Fundbergungen ohne Dokumentation der Fundumstände statt, oft gibt es keine Fundortangaben zu den im Museum abgelieferten Grabinventaren. So kommt es, dass von insgesamt mageren 385 Grabfunden bislang lediglich rund 200 zeitlich eingeordnet werden konnten.
Das römische Gesetz, Tote nur außerhalb der bewohnten Bereiche zu bestatten, wurde in Bonn, bis auf einzelne Ausnahmen (zumeist auf ruralen Anwesen), weitgehend eingehalten, so dass sich die Masse der Gräber an den Ausfallstraßen in Richtung der Colonia Claudia Ara Agrippinensium (Köln) im Norden und nach Rigomagus (Remagen) im Süden befinden. Im heutigen Stadtbild entspricht das im Norden dem Verlauf der „Kölnstraße“ zwischen „An der Josefshöhe“ und der Altstadt und im Süden an der Achse „Adenauerallee“–„Willy-Brandt-Allee“–„Friedrich-Ebert-Allee“ (= Bundesstraße 9) bis zur „Ludwig-Erhard-Straße“. Die aufwendigsten, monumentalsten und teuersten Grabmäler lagen unmittelbar an den Straßen, die einfacheren in den hinteren Reihen, wobei quer verlaufende Wege dafür sorgten, dass auch diese aufgesucht werden konnten.
Im Laufe der mehrhundertjährigen Geschichte des römischen Bonns kamen alle erdenklichen Bestattungsformen vor. Wir finden diverse Typen von Brandgräbern aus den ersten beiden Jahrhunderten hauptsächlich Urnengräber, aber auch Busta (23 Stück), Brandgrubengräber (9 Stück) und Brandschüttungsgräber (3 Stück) konnten festgestellt werden. Ab der Mitte des zweiten Jahrhunderts kamen Körberbestattungen hinzu, Brandbestattungen der Spätzeit wurden zumeist in Aschenkisten vorgenommen. Die multikulturelle römische Gesellschaft und die während der Kaiserzeit noch sehr tolerante Religionspolitik (siehe weiter unten) führten dazu, dass sich die kulturelle und religiöse Mannigfaltigkeit auch in den Bestattungssitten widerspiegelte. Änderungen in den Bestattungsgebräuchen waren vielfach nur strukturell oder epochenbedingt. Die meisten Gräber waren vermutlich mit einfachen Holztafeln gekennzeichnet. Nur wer es sich leisten konnte, beauftragte einen Steinmetzen mit der Anfertigung eines Grabsteins. Die Grabsteine wurden in ihrer Mehrheit aus lothringer Kalkstein gefertigt, da der Trachyt aus dem nahe gelegenen Siebengebirge wesentlich schwerer zu bearbeiten war. Die Sitte, die Gräber mit Beigaben auszustatten war im Rheinland schon in vorrömischer, keltischer Zeit weit verbreitet und dauerte bis in das vierte Jahrhundert an. Auch die Körperbestattungen des zweiten bis vierten Jahrhundert waren noch mit Beigaben versehen. Qualität und Quantität der Beigaben schwankten jedoch im Laufe der Zeiten. Typische Beigaben waren Ess- und Trinkgeschirr aus Keramik oder Glas, Öllampen, Flakons mit duftenden Essenzen, persönliche Gegenstände (Schmuck, Kosmetika etc.) des Verstorbenen, sowie der sogenannte Charonspfennig, eine Münze die früher als Obolus für Charon (den Fährmann ins Totenreich) interpretiert wurde, eine These, die nicht unumstritten ist.

#### 1. Jahrhundert
Die Bestattungen des ersten Jahrhunderts bestanden ausschließlich aus Brandgräbern, unter denen die Urnengräber dominierten. In flavischer Zeit sind auch die Busta stark vertreten. Vor allem im nördlichen Gräberfeld, das sich nahe der Garnisonen befand, befanden sich viele Gräber mit sehr kargen Beigabenausstattungen. Dort waren hauptsächlich Soldaten bestattet worden, das Verhältnis von Soldatengräbern zu solchen von Zivilisten beträgt 31 zu 18. Die Grabsteine geben Hinweise auf die in Bonn stationierten Einheiten und die Herkunft ihrer Soldaten. Ein Großteil der Legionäre der vorflavischen Zeit stammte aus Südfrankreich oder Norditalien. Die Verteilung der Militärs auf das nördliche und südliche Gräberfeld lässt vermuten, dass aktive Soldaten im nördlichen, Veteranen hingegen im südlichen Gräberfeld bestattet wurden.
Erst gegen Ende des Jahrhunderts, nach dem Zuzug von Zivilisten, wurden die Beigaben qualitätvoller und reichhaltiger, zudem verlagerten sich die Bestattungen schwerpunktmäßig ins südliche Gräberfeld. Terra Sigillata jedoch, die damals noch kostspielig aus Südgallien importiert werden musste, wurde eher selten verwendet. Man begnügte sich stattdessen mit den lokalen, dunklen TS-Imitationen, der sogenannten Belgischen Ware.

#### 2. Jahrhundert
Mit der Beendigung der internen römischen Kämpfe (70) und der Einrichtung des Rheinlands als Provinz Germania inferior (um 85) unter den Flaviern hatte eine lange Friedensperiode in der Region begonnen, sie sich das ganze zweite Jahrhundert hindurch fortsetzen sollte. Dies führte zu einem Wachstum der Bevölkerung und steigendem Wohlstand sie zu einer Ausdehnung der Siedlungsbereiche. Mit der Ausweitung der Siedlungen dehnen sich auch die Gräberfelder aus. Insgesamt konnten für das 2. Jahrhundert an den beiden Ausfallstraßen rund 50 Bestattungen nachgewiesen werden. Es dominierten weiterhin Kremierungen. Urnenbestattungen gingen zugunsten anderer Brandgrabformen zurück. Busta wurden noch bis zum Ende der ersten Hälfte des Jahrhunderts angelegt, danach brach diese Bestattungsform ab. Ab der zweiten Hälfte lassen sich die ersten vereinzelten Körperbestattungen nachweisen, die im Laufe der folgenden Jahrhunderte weiter zunehmen sollten. Ihre Ausstattung mit Beigaben entspricht der Ausstattung der Brandgräber. Insgesamt ging ab der Mitte des Jahrhunderts die Quantität der Beigaben zurück, persönliche Gegenstände des Toten wurden nicht mehr ins Grab gelegt und die Gefäßformen änderten sich. Mit der Entstehung großer Töpfereibetriebe in Mittel- und Ostgallien nahm die Häufigkeit an Terra-Sigillata-Funden zu. Importierte TS und engobierte Ware verdrängten die bis dahin gebräuchliche Belgische Ware.

#### 3. Jahrhundert
Im dritten Jahrhundert wurden im Rheinland die Zeiten unruhiger. Ein im rechtsrheinischen Beuel gefundener Altar bezeugt den Sieg der Legio I Minervia und ihrer Auxilien gegen einen unbenannten Gegner im Jahr 231 unmittelbar vor den Toren Bonns. Vermutlich ist diese Inschrift ein erster Hinweis auf das unruhiger werdende rechtsrheinische Germanien und die zunehmenden Einfälle aus diesem Raum heraus in die römische Provinz. Diese Überfälle gipfeln in den Frankenstürmen der Jahre 271 bis 280, in denen nahezu die gesamte Provinz verwüstet wird und denen auch Bonn zum Opfer fällt. Sicher aus dem dritten Jahrhundert stammen nur wenige Grabsteine. Auffällig ist, dass die Steine von Soldatengräbern dieser Zeit überwiegend von deren Witwen aufgestellt wurde, was auf eine veränderte soziale Stellung der Frauen hinweist.
Das in den vorher gegangenen Jahrhunderten noch intensiv belegte südliche Gräberfeld wurde kaum noch benutzt. Die neuen Bestattungen konzentrieren sich im heutigen Bereich der Alt- und Innenstadt. Das Spektrum der Bestattungsformen wurde breiter. Neben Körperbestattungen dominierten Aschenkisten die Gräberbereiche. Auffällig bei den rheinischen Aschenkisten, von denen rund 40 in Bonn gefunden wurden, ist ihre Größe, die mit einer Länge von bis zu mehr als zwei Metern durchaus auch als Sarkophag für eine Körperbestattung gereicht haben könnten. Außergewöhnlich ist der Fund einer Aschenkiste, die aus einer fünf Millimeter starken Bleiplatte gefertigt wurde. Andere Brandgrabformen wurde mit Ziegel- oder Schieferplatten umgeben. Körperbestattungen fanden in hölzernen oder steinernen Sarkophagen statt, der ärmere Teil der Bevölkerung wickelte seine Verstorbenen einfach in ein Tuch ein.
Bei den Beigaben verdrängten allmählich Glasgefäße die Terra Sigillata, was mit der zunehmenden Glasproduktion im nahe gelegenen Köln zusammenhängen dürfte. Keramik scheint extra für Bestattungszwecke in Sätzen von jeweils drei Krügen angefertigt worden zu sein. Diese drei Gefäße waren entweder gleich groß oder in abgestuften Größen und weniger sorgfältig als herkömmliches Koch- und Tafelgeschirr hergestellt worden.

#### 4. Jahrhundert

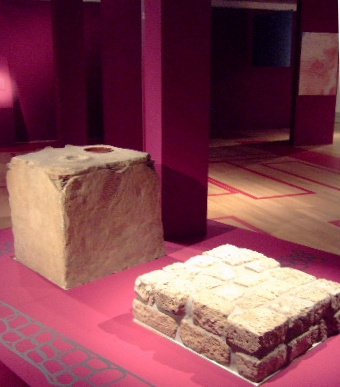
Innenausstattung der Cella memoriae
(Spätes 4. oder 5. Jahrhundert)
FO: Bonner Münster
AO: LVR-Landesmuseum

Durch die diokletianischen Reichsreformen Ende des dritten/Anfang des vierten Jahrhunderts, die nach Diokletian von Constantinus I. fortgesetzt wurden, war das Reich wieder stabilisiert worden und die Grenzen blieben bis zur Mitte des vierten Jahrhunderts halbwegs sicher. Zwar wurde das Legionslager bei einem neuerlichen Frankeneinfall nach 350 vernichtet, jedoch schon ein paar Jahre später unter Julian in alter Größe neu errichtet. Negativ wirkten sich die Reformen auf die Bevölkerungsstärke aus. Die Legionen wurden von knapp 6000 auf 1000 Mann reduziert, die 5000 nun am Standort nicht mehr verwendeten Soldaten wurden in neue Verbände eingegliedert oder zu solchen aufgestellt. Ein entsprechender Rückgang der Zivilbevölkerung ging dem einher. Ein Großteil der Bevölkerung lebte nun in den frei gewordenen Bereichen des Legionslagers, in dessen Nähe nun auch die Bestattungen vorgenommen wurden.
Die Körperbestattungen setzten sich endgültig durch und fanden in den bereits beschriebenen Formen statt. Gläserne Gefäße nahmen gegenüber keramischen weiter zu. Mit neuen Rekrutierungen gelangten viele germanischstämmige Söldner und ihre Familien nach Bonn, so dass sich eine Mischbevölkerung ausbildete, was sich auch in den Bestattungen widerspiegelt. Außergewöhnlich ist der Fund eines Offiziersgrabs in der heutigen Kesselgasse, das reichhaltig mit einer vergoldeten Zwiebelkopffibel, einer Spatha, einem Messer mit Silbertauschierungen, zwei Schnallen und einer Riemenzunge aus Silber, ein Glaskännchen sowie einen Glasbecher mit aufwendig eingeschliffenen Figuren enthielt. Auf Grund des Fundmaterials wird die Herkunft des Offiziers im donauländischen Raum vermutet.
Um drei Gräber unter dem Bonner Münster, die noch im vierten Jahrhundert angelegt worden sein könnten, zogen sich die Fundamente eines Gebäudes, in dessen Inneren sich eine umlaufende Sitzbank und zwei gemauerte Tischblöcke befanden. Von den Ausgräbern wurde das Gebäude als Cella Memoriae angesprochen. Es wurde ein Zusammenhang mit der christlichen Legende um die Märtyrer Cassius und Florentius konstruiert, der sich durch den archäologischen Befund jedoch nicht bestätigen ließ. Die jüngere Forschung weist die Deutung als Märtyrergrabstätte explizit zurück und sieht generell keinen Zusammenhang des Gebäudes mit christlichen Kulthandlungen, die materiell im Bonner Raum erst im sechsten Jahrhundert greifbar werden.

### Religiöse Kulte

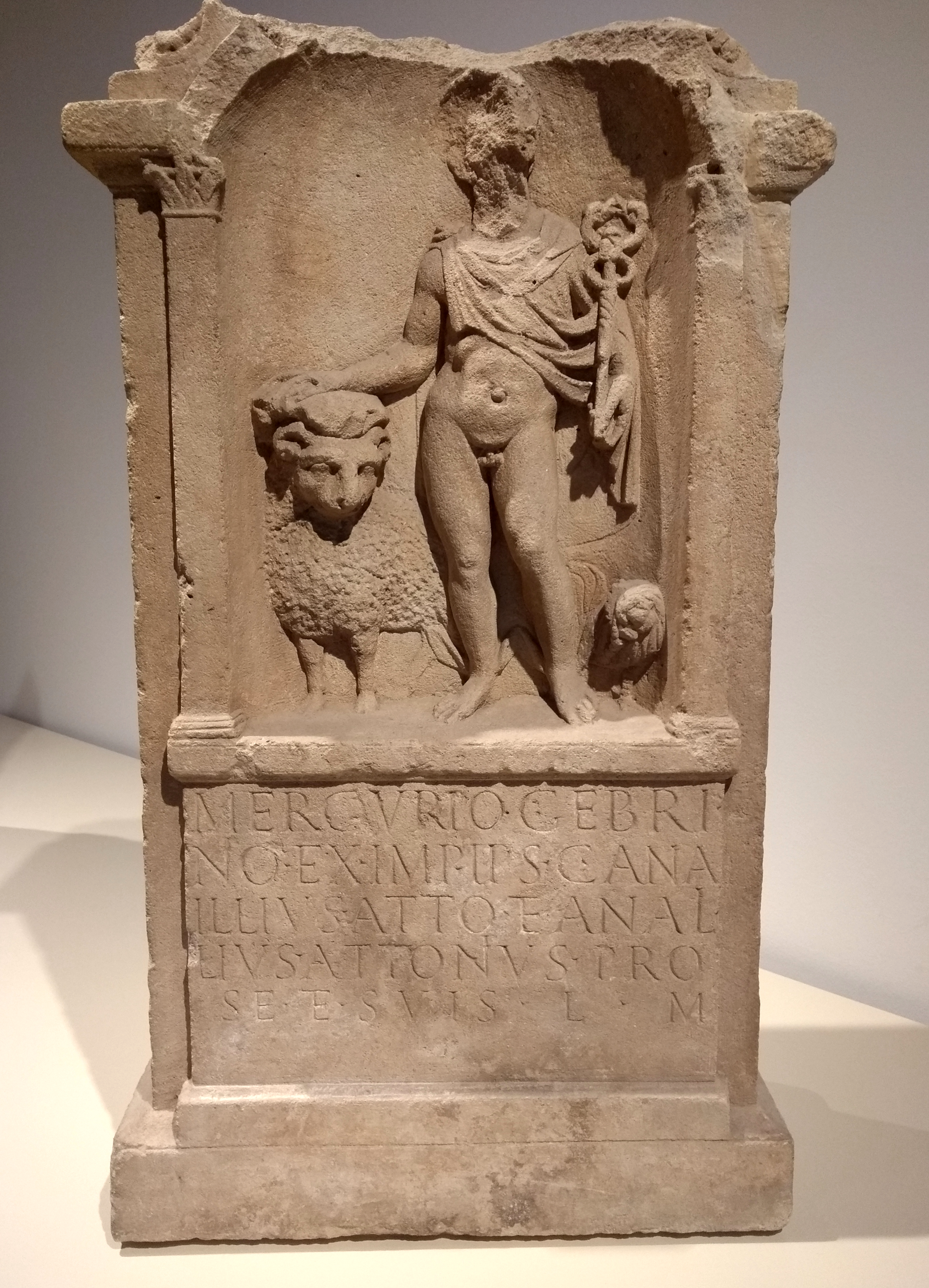
Altar des Merkur (151 bis 250)
FO: Bonner Münster
AO: LVR-Landesmuseum

Ausweislich der inschriftlich überlieferten Eigennamen war die Bevölkerung des römischen Bonn sehr heterogen und setzte sich aus römischen Legionären aus Norditalien und Südgallien, Veteranen aus zum Teil weit entfernten Provinzen, sich ansiedelnden Galliern, griechischsprachigen Sklaven und Freigelassenen aus den östlichen Provinzen des Imperiums, einheimischen Ubiern und sonstigen, sich im Laufe der Zeit dort niederlassenden Germanen zusammen. Diese polyethnische und multikulturelle Zusammensetzung spiegelte sich auf der Basis der bis zum Ende des vierten Jahrhunderts äußerst toleranten römischen Religionspolitik auch im religiösen/weltanschaulichen Bereich wider, wobei die Interpretatio Romana eine nicht unbedeutende Rolle spielte. Fremde Gottheiten wurden adaptiert und mit römischen gleichgesetzt.

#### Religiöse Vielfalt im Allgemeinen
Staatlicherseits besonders gefördert wurde die Verehrung der Kapitolinischen Trias (Jupiter, Juno und Minerva) und der Kaiserkult, wobei insbesondere letzterer mehr als Treuebekenntnis zum römischen Staat, denn als Religion im eigentlichen Sinne zu betrachten ist. Die Iupiter-Verehrung ist in Bonn durch zahlreiche Inschriftenaltäre (ausschließlich errichtet durch Militärangehörige) sowie Jupitergigantensäulen bezeugt. Minerva wird inschriftlich nicht genannt, ist aber durch den Fund einer Statuette unter dem Universitätshauptgebäude belegt. Juno fehlt vollständig. Inschriftlich nachgewiesen sind auf Bonner Gebiet hingegen die Tempel von Mercurius Gebrinius, Mars militaris und Diana. Eine Lokalisierung dieser Tempel ist auf Grundlage der Inschriften jedoch nicht möglich, archäologische Nachweise liegen nicht vor. Neben den bereits benannten Gottheiten lassen sich seitens der Götter des römischen Pantheons auch Apollo, Aesculapius und Hygia, Fortuna, Hercules Victoria und Pluto inschriftlich belegen. Neptun ist zwar nicht inschriftlich nachgewiesen, aber durch den Fund einer Statuette bezeugt.
Neben den Gottheiten des römischen Pantheons ließ die staatliche Toleranz in religiösen Fragen auch Raum für die originären Religionen der eroberten Gebiete, die nicht nur in diesen Gebieten selbst Bestand hatten, sondern sich durch die hohe Mobilität innerhalb des Imperiums zum Teil über das gesamte Reichsgebiet verbreiteten. So finden wir im Rheinland traditionell einheimische, gallische und germanische Gottheiten wie Sunuxsal, römische Staatsgötter und hauptsächlich durch die Militärs importierte, kleinasiatisch-orientalische und ägyptische Erlösungs- und Erweckungskulte, wie den Mithraismus (Mogontiacum), das Judentum (CCAA), den Kybele- und Attiskult (Novaesium), das Frühchristentum (Augusta Treverorum) und den Isis- und Osiriskult (Mogontiacum).

#### Matronenkult im Besonderen

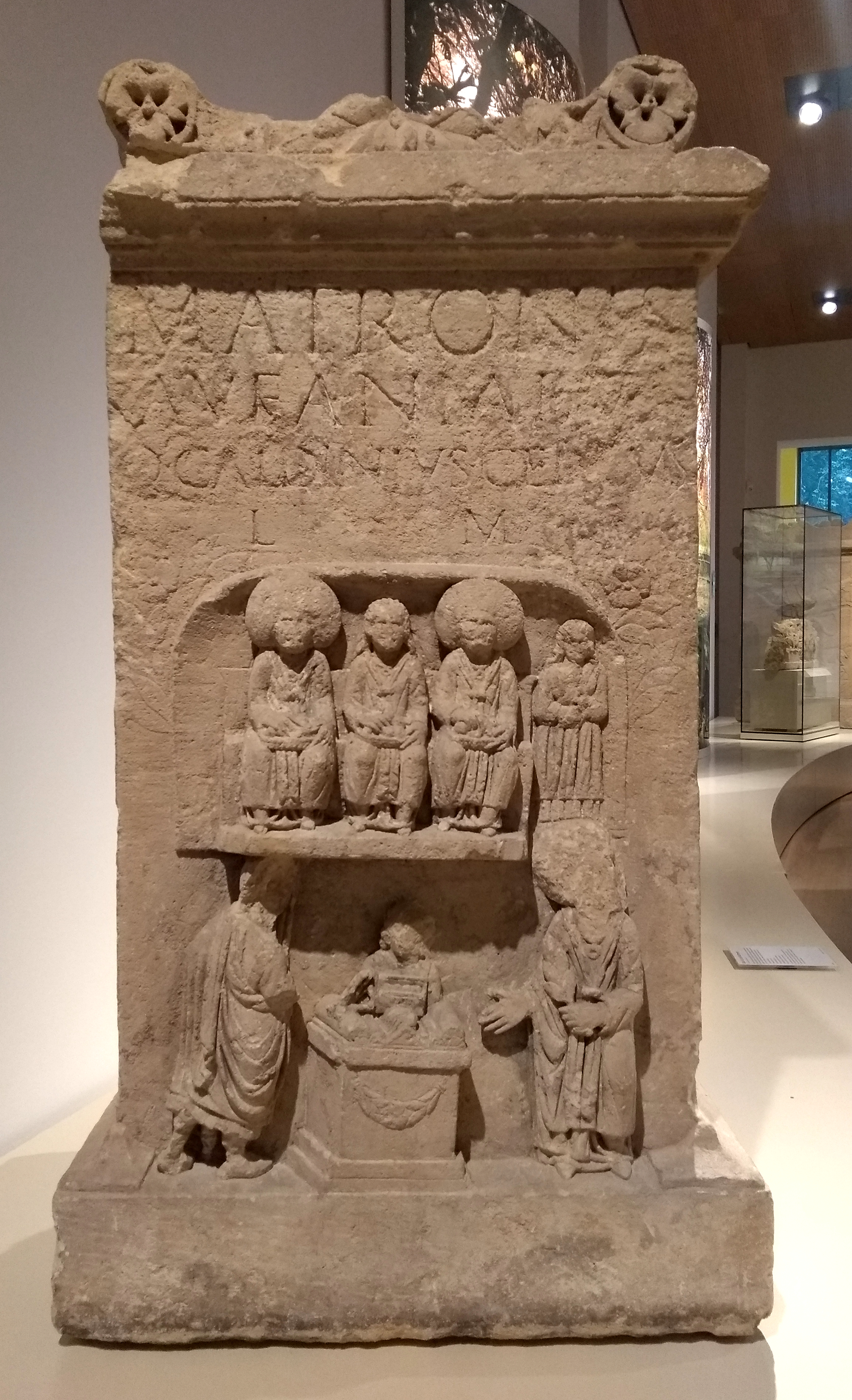
Altar der Matronae Aufaniae
Datierung: 164
FO: Bonner Münster
AO: LVR-Landesmuseum

Eine Besonderheit im Rheinland (und somit auch in Bonn) war die Verehrung mehrzahliger (häufig in Dreizahl auftretender) weiblicher Gottheiten, den Matronae und Matrae (auch Matres), die ausschließlich in den ehemals keltischen Gebieten des Römischen Reiches anzutreffen sind. Ob die Begriffe Matrae bzw. Matres auf der einen, und Matronae auf der anderen Seite gleichbedeutend sind, ist generell nicht gänzlich geklärt. War Siegfried Gutenbrunner noch von unterschiedlichen Begrifflichkeiten ausgegangen, nimmt Günter Neumann eine Synonymität der Begriffe an. Aufgrund der gleichzeitigen Verwendung beider Begriffe für dieselben Gottheiten ist jedoch zumindest für den Bonner Raum von einer begrifflichen Synomymität auszugehen.

### Wasserversorgung
An verschiedenen Stellen des Bonner Stadtgebietes sowie auf dem Gebiet der anschließenden Gemeinden konnten Spuren der Fernwasserleitung identifiziert werden, die einst zur Trink- und Brauchwasserversorgung von mehreren tausend Menschen erforderlich war. Hatte man anfänglich noch geglaubt, dass Bonn von der die Colonia Claudia Ara Agrippinensium (Köln) beschickenden Eifelwasserleitung über eine abzweigende Leitung mitversorgt worden sei, musste man schließlich erkennen, dass die Wasserversorgung Bonns über eine eigene Leitung gewährleistet wurde. Gespeist wurde diese Wasserleitung aus zwei Quellen, die am Hardtberg entsprangen. Nördlich des Berges wurde der Dichbach von der Kurfürstenquelle gespeist, südlich des Hardtbergs entsprang der Hitelbach in Alfter-Witterschlick. Insgesamt neun Fundstellen zeigen von dort aus den Verlauf des Hitelbachabschnitts der Wasserleitung auf.
| Fundstelle nach Grewe | Ort                                                      | Koordinaten                     | Befund |
| 1                     | Witterschlick, südöstlich der Servaistraße               | 50° 41′ 31,3″ N, 7° 1′ 46,3″ O  | Hitelbachquelle |
| 2                     | Witterschlicker Allee 6, unterhalb der Waldschule Alfter | 50° 41′ 31,5″ N, 7° 1′ 52,5″ O. | Unweit der Quelle 1975 von spielenden Kindern entdeckt. 3,1 m langes Teilstück der Leitung, bestehend aus einer in Opus caementitium gegossenen Rinne von 20 cm mal 20 cm, die mit Platten aus Ziegeln und Grauwacke abgedeckt war. |
| 3                     | Witterschlicker Allee 38                                 | 50° 41′ 22,6″ N, 7° 2′ 12,6″ O  | Liegt rund zehn Meter unterhalb des Hauses und ist nur noch als schmale Terrasse im Hang des Grundstücks wahrnehmbar. Beim Bau 1957 soll die Leitung mit einer Sohle aus Schieferplatten und aufgehendem Ziegelmauerwerk angeschnitten worden sein, ohne dass der Fund gemeldet wurde. Die Abdeckung soll aus Grauwacke bestanden haben. |
| 4                     | Witterschlicker Allee 36a                                | 50° 41′ 24,5″ N, 7° 2′ 8,5″ O   | Geländeterrasse im Grundstück des Hauses. Nicht gemeldete Ziegelfunde beim Bau 1952. |
| 5                     | Witterschlicker Allee 28a                                | 50° 41′ 25,9″ N, 7° 2′ 5,2″ O   | 1958 bei der Errichtung des Hauses soll die Wasserleitung angeschnitten worden sei, die diagonal durch die Baugrube verlief. Dokumentation und Fundmeldung erfolgten nicht. |
| 6                     | Witterschlicker Allee 26a                                |                                 | Beim Bau eines Bienenhauses soll 1928 die Leitung angeschnitten und teilweise ausgebrochen worden sein. Sekundäre Verwendung des Ausbruchmaterials, keine Dokumentation, keine Fundmeldung. |
| 7                     | Alfter-Impekoven, Degensmühle                            |                                 | In diesem Bereich wurden erstmals eine klein- und eine großvolumige Leitung nebeneinander beobachtet. Der Pfarrer Maaßen erhielt die Mitteilung, wonach Mitte des 18. Jahrhunderts zwischen den beiden Degensmühlen eine Wasserleitung zu Tage getreten, aber von dem Mühlenbesitzer wieder zugeschüttet worden sein sollte. Gemeinsam mit dem preußischen General Carl Johann von Veith forschte er nach und wurde fündig. Die größere Leitung war aus Opus Caementitium gegossen, die Seitenwände noch bis zu einer Höhe von 51 cm erhalten. Rund 300 m weiter südlich und etwas höher gelegen fand sich eine weitere Leitung mit deutlich geringeren Maßen, die aus Tuffstein konstruiert war. |
| 8                     | Alfter-Oedekoven, Schöntalweg                            |                                 | Der eindeutige Befund einer römischen Wasserleitung wurde bei Ausschachtungsarbeiten für einen Neubau angeschnitten. Durch einen knapp 100 Meter östlich gezogenen Baggerschnitt konnte der Verlauf gesichert und die Fließrichtung des Kanals berechnet werden. Das Bauwerk war aus vermörtelten und innen verputzten Tuffsteinen konstruiert, seine lichte Weite betrug 40 cm mal 40 cm. |
| 9                     | Alfter-Impekoven, Bundesstraße 56                        |                                 | Im Impekovener Ortsteil Nettekoven, im Bereich „Zur Degensmühle“/„Mühlengrund“ befindet sich offenbar der Zusammenschluss der Hitelbachleitung mit der Hardtbergleitung zu einer nach Bonn führenden Sammelleitung. 1868, bei der Verlegung der „Bonner Chaussee“ (der heutigen Bundesstraße 56), wurden unweit der beiden Degensmühlen, zwischen den Kilometersteinen 6,0 und 6,1 die beiden Leitungen angeschnitten. |

Die zweite Quelle, nördlich des Hardtbergs, ist die Kurfürstenquelle, die den Dichbach erzeugt. Zu dem Abschnitt der Wasserleitung, die von dieser Quelle gespeist wird, gibt es einige Befunde unterhalb der Burg Medinghoven.
| Fundstelle nach Grewe | Ort                                                    | Koordinaten                    | Befund |
| NN                    | Bonn-Duisdorf                                          | 50° 42′ 32,4″ N, 7° 2′ 47,4″ O | Kurfürstenquelle |
| 10                    | Burg Medinghoven Heilsbachstraße/Rene-Schickele-Straße | 50° 42′ 49″ N, 7° 2′ 17,5″ O   | Mit den Fundstellen 10, 11, 12 und 13 lässt sich ein rund vierhundert Meter langes Teilstück der Wasserleitung rekonstruieren. Bei der Aufdeckung der Fundstelle 10war die Leitung fast vollständig ausgebrochen, lediglich einzelne Tuffbrocken und Fragmente von rotem Verputz zeugten noch von ihr. |
| 11                    | Burg Medinghoven Rene-Schickele-Str. 2-4               | 50° 42′ 49,5″ N, 7° 2′ 13″ O   | Der Befund der Fundstelle 11 ähnelte in seinem schlechten Zustand dem der Fundstelle 10. Er befindet sich im Bereich des Förderzentrums nördlich der Straße „An der Burg Medinghoven“. |
| 12                    | Burg Medinghoven Josef-Böcker-Straße 1                 | 50° 42′ 50,9″ N, 7° 2′ 3,35″ O | Die Fundstelle wurde bei Bauarbeiten auf dem Grundstück entdeckt, wo in zwei verschiedenen, 18 Meter voneinander entfernten Baugrubenprofilen der Querschnitt der Leitung sichtbar wurde. Der Kanal hatte eine Gesamtbreite von 1,13 m bei einer lichten Weite der Wasserrinne von 0,47 m. Die Gesamthöhe belief sich auf 0,76 m bei einer lichten Rinnenhöhe von 0,37 cm. Das Bauwerk war in mehreren Schichten aus Opus Caementitium errichtet worden. Eine Abdeckung war nicht mehr vorhanden.                                  |
| 13                    | Burg Medinghoven Flur Im Pützengarten                  |                                | Heute überbaute Fundstelle, an der die Leitung 1961 bei Bauarbeiten angeschnitten wurde. Über einer Fundamentstickung aus in Lehm gesetzten Grauwackesteinen befand sich der aus Opus Caementitium gegossene Leitungskörper, in dessen Inneren eine aus mit Wassersperrputz (Opus signinum) abgedichte Rinne aus Tuffsteinen verlief. Der Leitungskörper hatte eine Breite von 1,24 m an der Unterkante und 1,35 m an der Oberkante. Die lichte Weite der Rinne betrug 0,48 m. Die oberen Bereiche der Leitung waren weggebrochen. |
| 14                    | Burg Medinghoven                                       |                                | Aufschluss einer bis auf die Abdeckung vollständig erhaltenen Wasserleitung. Ausweislich restlicher Spuren der ehemaligen Abdeckung bestand diese vermutlich aus einem Tuffsteingewölbe. Der Leitungskörper lag auf einer Stickung aus Basalt, bestand aus Opus caementitium und beinhaltete eine aus Tuffsteinen aufgemauerte Wasserrinne, die mit Opus signinum abgedichtet war. Die lichte Weite der Rinne belief sich auf 0,34 m, die des gesamten Baukörpers auf 1,06 m.                                                      |
| 15                    | Burg Medinghoven Buschackerweg                         |                                | Der Befund wurde 1958 rund 150 m nordwestlich der Burg angeschnitten. Der Körper besaß eine Breite von 1,20 m bei einer erhaltenen Höhe von 9,80 m. Die lichte Weite der Rinne belief sich auf 0,46, die erhaltene Höhe auf 0,50 m. |

Nach der Vereinigung der beiden Teilstrecken zu einer Sammelleitung im Raum Impekoven, zieht diese in geradem Verlauf in Richtung Bonn, wo sie im Bereich Am Johanneskreuz/Dietkirchen die südöstliche Ecke des Legionslagers bzw. den nordöstlichen Zipfel der Canabae Legionis erreicht. Konkrete Befunde sind in diesem Leitungsabschnitt keine mehr vorhanden, so dass wir weitgehend auf bis zu über 200 Jahren alte Überlieferungen und Beschreibungen angewiesen sind, um den Leitungsverlauf im Gelände nachzuvollziehen.
| Fundstelle nach Grewe | Ort                                           | Koordinaten                                                    | Befund |
| 16                    | Bonn-Duisdorf                                 |                                                                | In den handschriftlichen Notizen von 1924 des damaligen Stadtbaurats wiedergegebene Fundmeldung eines Landvermessers, der „...an der Stelle, wo die Staatsbahn nach Meckenheim zweimal hintereinander die Chaussee kreuzt, das Profil des Römerkanals gesehen habe“. Diese Beschreibung entspricht dem Bereich, an dem die Leitung aus dem Gebirge tritt und auf die Römerstraße trifft, der sie nun auf den nächsten dreieinhalb Kilometern folgt. |
| 17                    | Bonn-Endenich, Auf dem Hügel                  |                                                                | Der Fundplatz befindet sich auf dem Gelände der abgegangenen Immenburg, dem heutigen Campus Endenich der Bonner Universität. Dort entdeckte man 1875 Trachytblöcke und Tuffsteine der Wasserleitung, Spuren einer Villa rustica sowie etliche Graburnen. |
| 18                    | Bonn-Endenich, Immenburgstraße                |                                                                | Immer wiederkehrende Fundmeldungen von römischen Befunden, darunter eine von 1908, man habe „starkes Mauerwerk in Abständen von drei Metern“ gefunden, was auf ein oberirdisches Aquädukt oder eine Druckleitung schließen lässt. |
| 19                    | Bonn                                          |                                                                | Der letzte Abschnitt der Trasse, bevor die Wasserleitung das Legionslager erreicht, ist durch ältere Beobachtungen und Eintragung auf alten topographischen Karten gut nachvollziehbar. In diesem Zusammenhang ist der sogenannte Hundeshagenplan ein bemerkenswertes Dokument, das den Verlauf der Leitung vom Endenicher Bach (heute unter der Straße „Am Frankenbad“) bis zum „Johanniskreuzbrunnen“ zeigt, und in dessen Verlauf „Altes Mauerwerk“ verzeichnet ist. Das bedeutet, dass zu Beginn des 19. Jahrhunderts noch Ruinen der Wasserleitung zu sehen gewesen sein müssen. Auch Carl Johann von Veith beschrieb 1888 entsprechende römische Befunde zwischen Endenicher Bach und Kastellmauer. |
| 20                    | Bonn, Rosental, Am Johanneskreuz/ Dietkirchen | 50° 42′ 29,9″ N, 7° 5′ 52,5″ O/ 50° 44′ 29,7″ N, 7° 5′ 56,9″ O | Zwischen der südöstlichen Ecke des Legionslagers und der nordwestlichen Ecke der Canabae Legionis erreichte die Wasserleitung ihr Ziel, das zugleich den höchstgelegenen Punkt des Lagerareals bildete und damit zur Versorgung desselben optimal geeignet war. Interessant ist in diesem Zusammenhang auch, dass sich an dieser Stelle mit dem „Johanniskreuzbrunnen“ bis in das 19. Jahrhundert ein Fließbrunnen befunden hat, so dass eine kontinuierlich Wasserversorgung dieses Platzes seit der römischen Zeit gut möglich erscheint, auch wenn die Versorgung irgendwann natürlich nicht mehr durch das alte Aquädukt, sondern über neue Wasserleitungen erfolgte. Die Nutzung einer römischen Versorgungsleitung für mittelalterlich-christliche Taufkirchen ist durchaus nicht singulär, sondern konnte auch in Aix-en-Provence (Colonia Aquae Sextiae Salluviorum) und Lyon (Lugdunum) nachgewiesen werden. |
| 21                    | Bonn, Römerstraße                             |                                                                | 1987 kamen bei einer Baumaßnahme im Bereich einer Tankstelle an der Römerstraße drei sorgsam bearbeitete Rohrsteine mit Muffenverbindungen ans Tageslicht. Auf Grund ihrer lichten Weite von 24 cm und ihrer Verarbeitung haben sie vermutlich zu einer Druckleitung mit hochvolumiger Leistung gehört. |

An vielen Stellen im Bonner Raum wurde sekundär Kalksinter verbaut, der jedoch nicht aus der Bonner Wasserleitung stammt, sondern aus der Eifelwasserleitung, die zur Wasserversorgung der Colonia Claudia Ara Agrippinensium diente. So wurden beim Bau des Bonner Münsters außen am Ostchor Säulen aus Kalksinter angebracht, deren typische Strukturen jedoch auf Grund von Verwitterung kaum noch zu erkennen sind. Vor dem Landesmuseum wurde ein teilrestauriertes Teilstück der Eifelwasserleitung wieder aufgebaut. Die sekundäre Verwendung von Kalksinter findet sich auch am Hauptaltar von St. Nikolaus in Kessenich und am Seitenaltar von St. Laurentius in Lessenich. sowie in Form zweier Säulen an der Doppelkirche St. Maria und Clemens in Schwarzrheindorf.

### Römischer Wachtposten Bad Godesberg

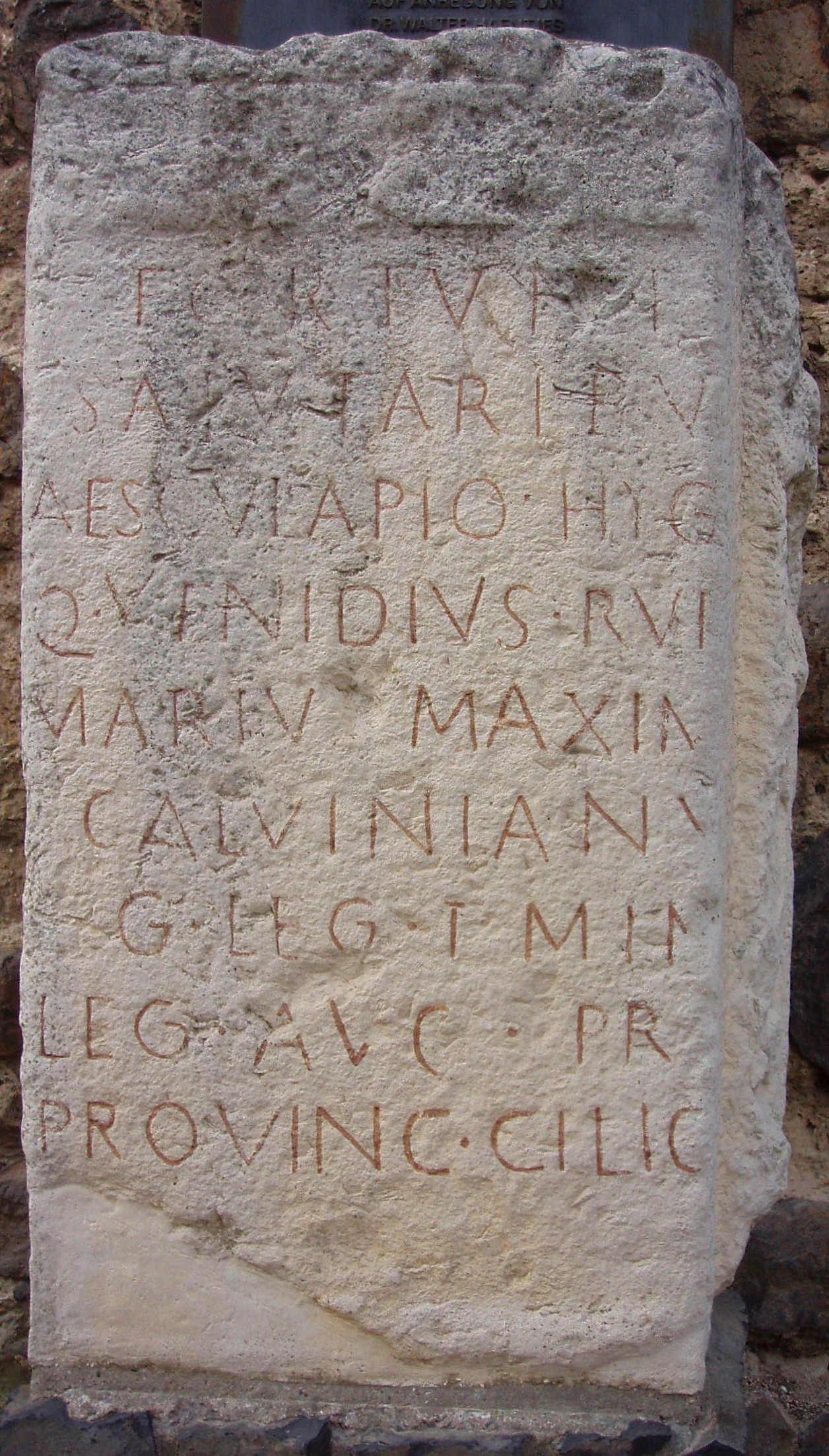
Kopie des Weihesteins von der Godesburg (193/194)

In den 1950er Jahren wurden bei Ausgrabungen auf der mittelalterlichen Godesburg unter dem Bergfried die Fundamente eines rechteckigen Gebäudes mit den Abmessungen von 18 m mal 11 m entdeckt. In diesem Zusammenhang wurden römische Dachziegel, bemalter Wandverputz sowie Keramik des 2. und 3. Jahrhunderts geborgen. Die zwei Meter mächtigen Fundamentmauern des Bauwerks bestanden aus Opus caementicium, der direkt auf den anstehenden Fels gesetzt worden war. Vermutlich befand sich an dieser Stelle vom späten 2. bis zum 4. Jahrhundert ein Wachturm und späterer Burgus zur Überwachung der römischen Rheintalstraße. In diesem Zusammenhang steht vermutlich auch der Fund einer Spolie, eines Weihesteins an die Heilgötter Aesculapius und Hygia, der in den Jahren 193/194 von einem Bonner Legionslegaten gestiftet worden war, und sekundär in den Torbogen der Burg eingelassen wurde. Die Inschrift lautet:
FORTVNIS
SALVTARIBV[s]
AESCVLAPIO
HYG[iae]
Q(vintvs) VENIDIVS RVF[vs]
MARIV[s] MAXIM[vs]
[L(vcivs)] CALVINIANV[s]
[le]G(atvs) LEG(ionis) I MIN(erviae)
LEG(atvs) AVG(vsti) PR(o) [pr(aetore)]
PROVINC(iae) CILIC[iae]
D(onvm) [d(edit)]

### Übungslager
Zur Aufrechterhaltung der Moral wurden römische Soldaten unter anderem durch die Anlage von Übungskastellen beschäftigt. 
Rund um den antiken Siedlungsbereich fanden sich rund 22 Übungslager, mit denen die Soldaten den Lagerbau trainierten, vor allem die technisch aufwändigen und anspruchsvollen Konstruktionen von Lagerecken und Lagertoren.
Insbesondere im Kottenforst, in den Ortsteilen Beuel, Duisdorf und Lengsdorf sowie in der Nachbargemeinde Röttgen konnten solche Lager nachgewiesen werden. Insgesamt sieben der Übungslager auf dem Gebiet der Stadt wurden inzwischen als Bodendenkmale unter besonderen Schutz gestellt.
Eine höhere Konzentration von Übungslagern als im Großraum Bonn (aktuell 23) ist bislang nur aus der Region um Vetera (bei Xanten) bekannt, wo insgesamt 86 solcher Anlagen ausfindig gemacht wurden. Bekannt sind sie auch aus Großbritannien, wo insbesondere in Haltwhistle am Hadrianswall und in Llandrindod Commons (Wales) Übungslager entdeckt wurden. Bei einem Übungslager in Cawthorne (Yorkshire) konnten die Archäologen die Vorgehensweise beim Lagerbau nachvollziehen: Zunächst zogen die Soldaten eine schmale Rinne in der Flucht des projektierten Grabens. Danach stachen sie zu beiden Seiten der Rinne im vorgegebenen Neigungswinkel den Boden ab.
Viele Übungslager konnten erst in jüngerer Zeit durch den Einsatz neuer technologischer Prospektionsmethoden, wie dem Airborne Laserscanning etliche neue Übungslager identifiziert werden.
- Beuel

In Bonn-Beuel wurde Mitte der 1960er Jahre luftbildarchäologisch ein Übungslager entdeckt und 1968 archäologisch untersucht. Es umfasste ein Gebiet von 170 m mal 100 m (= 1,7 ha) und war von einem einfachen, 1,3 m bis 1,7 m breiten Graben umgeben. Ein Wall oder Spuren von Innenbebauung konnten nicht nachgewiesen werden. Durch einige Keramikscherben wurde das Lager auf die zweite Hälfte des 1. Jahrhunderts datiert.
- Duisdorf

In Bonn-Duisdorf wurde ein weiteres Übungslager freigelegt. Man fand dort eine rund 160 m mal 72 m (= 1,15 ha) messende Wallanlage mit einem vorgelagerten Graben, der noch bis zu einer Resttiefe von 0,35 m erhalten war. Der Wall selber mit einer Breite von rund sechs Metern konnte noch mit einer erhaltenen Resthöhe von 0,7 m ermittelt werden. Auch die in die vier Himmelsrichtungen weisenden Lagertore waren mit ihrer Breite von rund sieben Metern noch vorhanden. Datierbare Funde wurden nicht gemacht, es wird jedoch vermutet, dass dieses Übungslager der Legio I Minervia zuzuweisen ist.
- Lengsdorf

Auf dem Gebiet von Bonn-Lengsdorf wurden in den 1960er Jahren zwei Lager luftbildarchäologisch identifiziert und Ende des Jahrzehnts archäologisch untersucht. Bei einem Lager konnte der 138 m mal 97 m (= knapp 1,3 ha) messende Umriss eines 3,0 m breiten und bis zu einer Tiefe von 1,1 m erhaltenen einzelnen Spitzgrabens ermittelt werden. Vom anderen Lager existierte nur noch eine einzelne Ecke. Die nördliche Anlage wurde von Dirk Soechting 1969 baubegleitend untersucht. Dabei wurde mittels keramischen Fundmaterials der Grabenverfüllung ein Terminus post quem der spätflavischen Zeit gewonnen.
- Kottenforst

Im Kottenforst befinden sich in der Waldville ein halbes Dutzend und bei Röttgen weitere vier Übungslager.
Auf Godesberger Gebiet können einige römische Wallanlagen noch im Gelände ausgemacht werden. Im Bereich „Im Jagen“ 79/80 sind Spuren eines durch moderne Wege gestörten und verflachten Lagers von 65 m mal 72 m erkennbar. Von ursprünglich vier claviculae (nach innen gezogene Wallenden zur Schaffung eines Eingangs) sind noch drei erhalten. Knapp einen Kilometer nordöstlich („Im Jagen“ 79/80), sind Konturen des Walls eines weiteren Übungslagers nebst zwei von ursprünglich vier Zugängen im Gelände erkennbar. Vom umlaufenden Graben sind keine Spuren mehr zu entdecken. Ein drittes Übungslager wurde im Bereich „Im Jagen“ 65/66 ausgemacht. Dessen nordöstliche Seite wird von der Wattendorfer Allee durchschnitten. Der noch bis zu einem halben Meter hohe Wall und zwei der ursprünglich vier Zugänge sind noch wahrnehmbar. Ein weiterer Befund wird von der Bellerbusch Allee gestört. Dabei handelt es sich um ein Übungslager, das mit einer erhaltenen Umwallungshöhe von 0,6 m und bis zu vier Meter breiten claviculae auch heute noch gut im Gelände auszumachen ist. Das Lager umfasst mit seinen Seitenlängen von 62 m mal 86 m eine Fläche von 0,53 ha.

## Denkmalschutz und Fundpräsentation
Die materiellen Relikte des römischen Bonn sind Bodendenkmale nach dem Gesetz zum Schutz und zur Pflege der Denkmäler im Lande Nordrhein-Westfalen (Denkmalschutzgesetz – DSchG). Nachforschungen und gezieltes Sammeln von Funden sind genehmigungspflichtig. Zufallsfunde sind an die Denkmalbehörden zu melden.
Von den insgesamt 44 eingetragenen Bodendenkmälern der Stadt Bonn (Stand 15. Januar 2021) stehen 24 im Zusammenhang mit der römischen Besiedlung. Es sind dies im Einzelnen:
- B 1: Römisches Wallrechteck (vermutlich Übungslager) an der Bellerbuschallee im Kottenforst[122]
- B 2: Römisches Übungslager an der Wattenburger Allee im Godesberger Bereich des Kottenforsts[121]
- B 3: Römisches Wallrechteck (vermutlich Übungslager) am Riesenweg im Godesberger Bereich des Kottenforsts[125]
- B 4: Römisches Wallrechteck (vermutlich Übungslager) am Professorenweg im Godesberger Bereich des Kottenforsts[126]
- B 10: Römisches Wallrechteck „Oben der Kreyermaar“ (vermutlich Übungslager) im Bereich Hardtberg/Duisdorf[127]
- B 12: Römische Hafenanlage am Leinpfad
- B 17: Römerzeitliche Thermenanlage an der Adenauerallee 19
- B 22: Römisches Legionslager (1. Jahrhundert) an Augustusring, Graurheindorfer Straße 2-90 und Rosental 1-89
- B 23: Römischen Vicus aus dem 1. Jahrhundert an der Adenauerallee und benachbarten Plätzen
- B 26: Canabae Legionis sowie mittelalterliche und neuzeitliche Stadtbefestigung im Bereich Wachsbleiche/Fritz-Schröder-Ufer/Theaterstraße/Welschnonnenstraße
- B 27: Übungslager im Bereich Gaußstraße/Newtonstraße
- B 28: Römische Siedlung des 1. Jahrhunderts, Teilbereich Hofgarten/Stadtgarten
- B 29: Teilbereich des römischen Vicus an der Heussallee 2-10/Friedrich-Ebert-Allee
- B 32: Teilbereich des römischen Vicus an der Raiffeisenstraße 2-4
- B 31: Römische Kellermauern im Bereich Adenauerallee/Rheinweg/Coburger Straße
- B 33: Römisches Gräberfeld und Siedlungsspuren, Teilbereich Münsterplatz 17a
- B 34: Römische Siedlungsreste und Gräber im Bereich Irmintrudisstraße/Nordstraße
- B 38: Römisches Übungslager Morsacker
- B 40: Römisches Übungslager „Villiprot“ an der Alsdorfer Bahn im Kottenforst
- B 41: Römisches Übungslager „Villiper Bach“ im Bereich Villiper Allee/Langer Weg im Kottenforst
- B 42: Römisches Übungslager am Professorenweg 2 im Kottenforst
- B 43: Römisches Übungslager an der Wattendorfer Allee 2 im Kottenforst
- B 44: Römisches Übungslager „Heiderhof“ im Bereich Gimmersdorfer Weg/Buchholzerweg im Kottenforst[113]

### Steindenkmäler im Stadtbild
Aus Anlass der Bundesgartenschau wurden 1979 Kopien römischer Steindenkmäler angefertigt (insgesamt 26 Stück) und im Rheinauenpark aufgestellt, wo sie seitdem verblieben sind. Das Ensemble der Denkmäler besteht aus einer Jupitergigantensäule, einem Meilenstein, neun Grabsteinen von Militärs, sechs von Zivilisten und neun Weihealtären. Die Steine stammen zwar nicht alle aus Bonn, stehen aber durchaus im zeitlichen und strukturellen Kontext.